# Adolf Galland
Adolf Josef Ferdinand Galland (Westerholt, 19 de março de 1912 — Remagen, 9 de fevereiro de 1996) foi um piloto alemão, ás da aviação e general da Luftwaffe durante a Alemanha Nazi; serviu durante a Guerra Civil Espanhola da Legião Condor e ao longo de toda a Segunda Guerra Mundial na Europa. Ele voou em 705 missões de combate e combateu na Frente Ocidental e na Defesa do Reich. Em quatro ocasiões, ele sobreviveu ao ser abatido em combates aéreos, e ao longo da sua carreira obteve 104 vitórias aéreas, todas elas contra os aliados ocidentais.
Galland, que nasceu em Westerholt, Vestfália, tornou-se num piloto de planadores em 1929 antes de se juntar à Lufthansa. Em 1932 ele graduou-se como piloto na Deutsche Verkehrsfliegerschule em Braunschweig, antes de se dar como voluntário para a Reichswehr da República de Weimar no final do ano. Galland foi aceite na Reichswehr, contudo o próprio Galland nunca chegou a entrar para a força armada. Em Fevereiro de 1934, foi transferido para a Luftwaffe. Em 1937, durante a Guerra Civil Espanhola, ele voluntariou-se para combater na Legião Condor, onde levou a cabo missões de ataque ar-terra em apoio às tropas nacionalistas de Francisco Franco. Em 1938 o seu tempo em Espanha chegou ao limite, e Galland voltou para a Alemanha para desempenhar funções no Ministério da Aviação; esta nova função consistia em escrever manuais doutrinários e técnicos sobre as suas experiências como piloto de ataque ar-terra. Durante este período Galland também serviu como instrutor em unidades de ataque terrestre. Durante a invasão alemã da Polónia em Setembro de 1939, Galland voltou a realizar missões operacionais. No início de 1940, Galland conseguiu persuadir os seus superiores para se tornar num piloto de combate.
Galland pilotou aviões Messerschmitt Bf 109 durante a Batalha de França e a Batalha de Inglaterra. No final de 1940, o seu total de vitórias aéreas estava nas 57. Em 1941 Galland ficou em França e foi um de muitos pilotos que combateu contra a Real Força Aérea nos céus do Canal da Mancha e no norte de França. Em Novembro de 1941 já detinha 96 vitórias aéreas confirmadas, altura pela qual foi condecorado com a Cruz de Cavaleiro da Cruz de Ferro com Folhas de Carvalho e Espadas. Neste mesmo mês, Werner Mölders, que comandava a força de combate aéreo da Luftwaffe como General der Jagdflieger, faleceu devido a um acidente aéreo, o que levou a Luftwaffe a escolher Galland como o seu substituto, posição que ocupou até Janeiro de 1945. Como General der Jagdflieger, Galland estava proibido de pilotar em missões de combate.
No final de Janeiro e início de Fevereiro de 1942, Galland começou primeiro por planear e depois por comandar a cobertura aérea na Operação Cerberus da Kriegsmarine, missão de grande sucesso para as forças alemãs. O seu desempenho nesta operação valeu-lhe a Cruz de Cavaleiro da Cruz de Ferro com Folhas de Carvalho, Espadas e Diamantes. Ao longo dos anos seguintes, os desentendimentos de Galland com o Reichsmarschall Hermann Göring, sobre a melhor forma de combater as forças aéreas aliadas que bombardeavam as cidades alemãs, foram deteriorando a relação entre ambos. A força de combate de Luftwaffe sofria imensa pressão já em 1944, e Galland era acusado por Göring pela ineficácia da defesa aérea contra os bombardeamentos estratégicos dos aliados na Alemanha. Em Janeiro de 1945 a relação entre ambos chegou ao fim, quando Galland foi dispensado do seu cargo devido ao constante criticismo da liderança da Luftwaffe. Galland foi então colocado em prisão domiciliar depois da Revolta dos Pilotos de Caças, na qual um grupo dos melhores e mais seniores pilotos da Luftwaffe confrontaram Göring sobre a forma como estava a conduzir a guerra aérea.
Em Março de 1945, Galland voltou a realizar voos operacionais, e foi-lhe permitido montar uma unidade de combate de caças a jacto chamada Jagdverband 44. Ele realizou missões nos céus da Alemanha até ao final da guerra em Maio. Depois da Guerra, Galland foi contratado pelo governo da Argentina e actuou como consultor para a Força Aérea Argentina. Mais tarde, regressou à Alemanha e geriu o seu próprio negócio. Galland, ao longo dos anos, tornou-se amigo de muitos antigos inimigos do tempo da guerra, como os ases britânicos Robert Stanford Tuck e Douglas Bader. Galland faleceu no dia 9 de Fevereiro de 1996.

## Vida

### Família
Galland nasceu em Westerholt (agora Herten), Vestfália, no dia 19 de Março de 1912, numa família de ascendência francesa. O primeiro Galland em Westerholt era um refugiado da França em 1792. Ele tornou-se num oficial de justiça do conde de Westerholt, começando assim uma tradição que foi passando de pai para filho.  Adolf Galland (júnior) foi o segundo de quatro filhos de Adolf Galland (sénior) e da sua mulher francesa Anna. Seguindo a tradição de família, Galland (sénior) seguiu os passos do seu pai e trabalhou para o conde de Westerholt. O irmão mais velho de Galland chamava-se Fritz e os seus dois irmãos mais novos chamavam-se Wilhelm-Ferdinand e Paul; estes dois irmãos mais novos tornaram-se também pilotos de caças e ases da aviação. Paul obteve 17 vitórias aéreas e faleceu em combate no dia 31 de Outubro de 1942, já Wilhelm-Ferdinand obteve 55 vitórias aéreas e também viria a falecer em combate, no dia 17 de Agosto de 1943.

### Juventude
Em 1927, o interesse de uma vida de Galland pela aviação começou quando um grupo de entusiastas da aviação levou um clube de planadores até Borkenberge, a leste da via ferroviária de Haltern-Münster e parte do estado de Westerholt. Foi aqui que o Gelsenkirchen Luftsportverein despoletou o interesse da aviação em muitos jovens alemães. Galland viajava a pé e de carruagem durante 30 quilómetros até ao local de clube, até ao dia que o seu pai lhe comprou uma motocicleta para o ajudar a ter mais tempo no clube. Devido ao Tratado de Versalhes de 1919, a Alemanha estava impedida de ter uma força aérea. Contudo, era permitido o uso de planadores e assim este veículo aéreo tornou-se popular e o primeiro meio aéreo para muitos futuros pilotos. Este desporto tornou-se tão popular que a própria Reichswehr abriu dez escolas de pilotagem de planadores, pelo menos uma em cada um dos sete distritos militares da Alemanha. Galland aprendeu tudo o que havia para aprender sobre as leis básicas e como tudo funcionava na teoria, contudo rapidamente descobriu que na realidade nem tudo funcionava como no papel, e a sua inexperiência fez com que sofresse alguns acidentes. Um dos seus tutores, Georg Ismer, ensinou-lhe várias técnicas de pilotagem e em 1929 o jovem Galland, com apenas 17 anos, recebeu o seu Certificado A. Este era um de três certificados necessários para se ter uma licença profissional. Quando eventualmente Galland adquiriu os certificados B e C, o seu pai prometeu que lhe comprava um planador se, da mesma forma, conseguisse passar nos exames de estudo, o que Galland conseguiu concluir com sucesso. Galland tornou-se num impressionante piloto de planadores, e já era instrutor de voo antes de sequer passar no Abitur.
Em Fevereiro de 1932, Galland graduou-se e foi um dos 20 seleccionados para integrar a escola de aviação da companhia aérea alemã Luft Hansa.

## Carreia militar inicial

### Treino de pilotagem
Durante os anos finais da República de Weimar, os empregos eram escassos e a vida tornou-se economicamente mais difícil para a família Galland. Adolf tinha alguma experiência em pilotar planadores e então candidatou-se à Deutsche Verkehrsfliegerschule que recebia grandes subsídios da Luft Hansa. Ele foi um dos 100 candidatos admitidos de uma lista de 4000. Depois de dez dias de avaliações, ele estava entre os 18 escolhidos para começar o treino de pilotagem. Adolf foi então avaliado no desempenho. Aqueles que não conseguissem atingir os requisitos mínimos eram enviados para casa. O primeiro voo de Galland foi realizado num Albatros Al 101. A sua carreira no início foi complicada; num voo, ele realizou uma aterragem pesada e danificou o trem de aterragem da aeronave. Mais tarde, enquanto liderava três aeronaves numa formação, duas delas colidiram. Ninguém faleceu neste acidente, contudo Galland foi responsabilizado por ter empregue tácticas de voo deficientes. Estes incidentes afectaram-no tanto que ele acreditava piamente que mais tarde ou mais cedo o enviariam de volta para casa, por isso candidatou-se ao Exército Alemão. Entretanto, ele continuaria com o treino de pilotagem. Galland não recebeu qualquer resposta do Exército Alemão e, assim, deixou-se ficar na escola e continuou a instrução. Por conseguir pilotar um Albatros L 75 e ter um Certificado B, Galland tinha permissão para pilotar aeronaves com mais de 25000 quilos, o que fez com que voltasse a ganhar confiança nas suas aptidões. Por esta altura, o Exército aceitou a sua candidatura, contudo, dado o sucesso do seu treino de pilotagem e pelo facto de, com o passar do tempo, se estar a tornar num piloto cada vez melhor, a escola de pilotagem recusou desfazer-se de um dos seus melhores alunos. No natal de 1932, ele já tinha 150 horas de voo e o Certificado B2.
No início de 1933, Galland foi enviado para uma base de treino aéreo no Mar Báltico, em Warnemuende, para o treino de pilotagem de hidroaviões. Galland não ficou muito contente com esta ideia, contudo ainda chegou a fazer 25 horas de voo em hidroaviões. Pouco tempo depois, juntamente com outros pilotos, ele foi entrevistado na Zentrale der Verkehrsflieger Schule (ZVS—Escola Central de Pilotos Comerciais). Aqui o grupo foi entrevistado por militares em roupas civis. Depois de tomarem conhecimento de um programa secreto de treino militar que estava a ser construído e que envolvia a pilotagem de aeronaves de alta performance, todos os pilotos aceitaram o convite para integrarem a organização.

### Incorporação na Luftwaffe

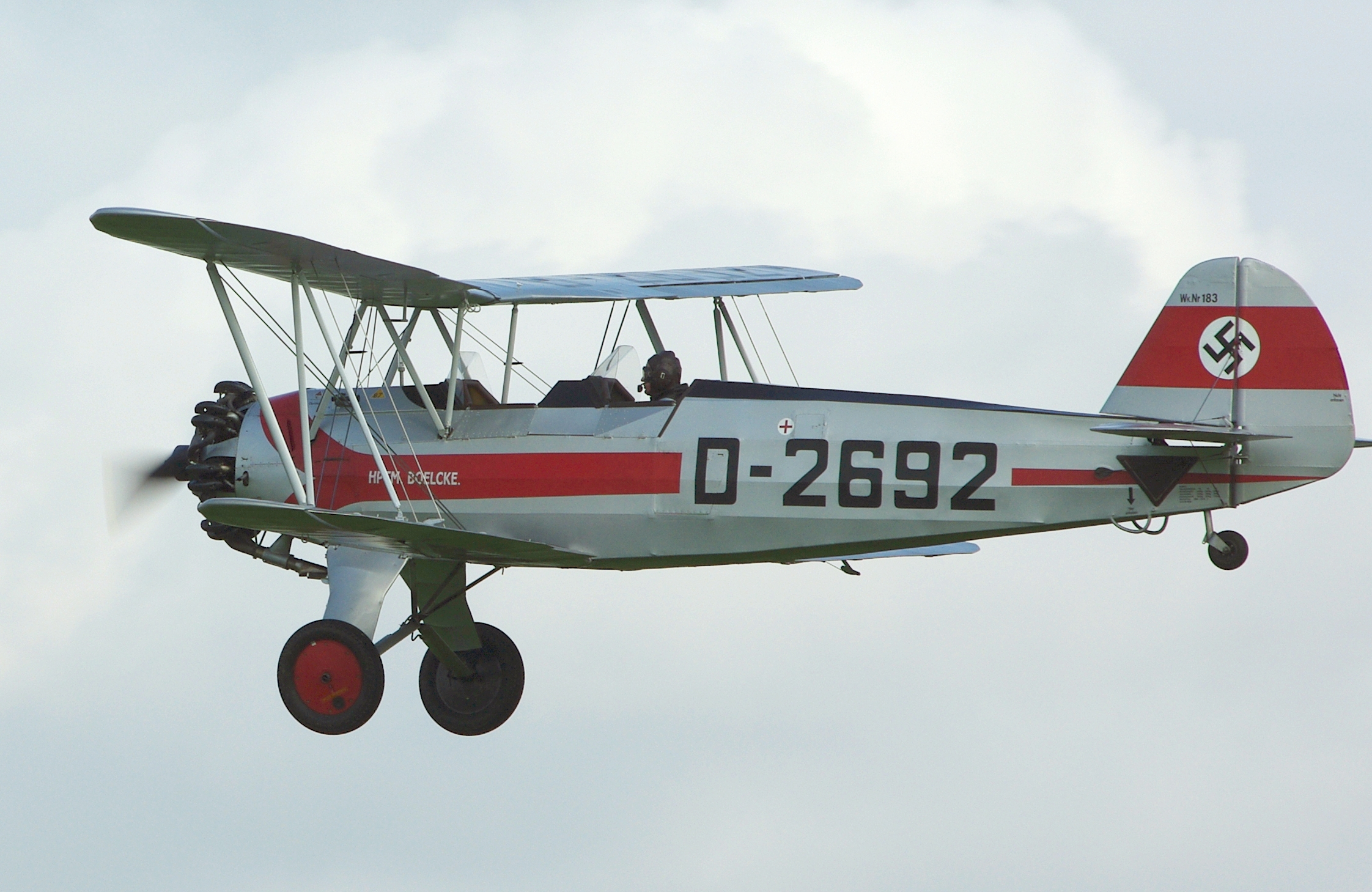
Um biplano FW44J. Galland treinava neste tipo de aeronave

Em Maio de 1933, Galland foi ordenado a comparecer num encontro em Berlim como um dos 12 pilotos civis de entre 70 aviadores que vinham de programas clandestinos; nesse encontro, conheceu Hermann Göring pela primeira vez. Galland ficou impressionado e acreditava que Göring era um líder competente. Em Julho de 1933, Galland viajou para a Itália para treinar com a Regia Aeronautica. Inicialmente os alemães foram tratados como inferiores pelos italianos, mas depois de Galland ter realizado alguns voos impressionantes e manobras a baixa altitude, o contingente alemão ganhou o respeito dos italianos.
Em Setembro de 1933, Galland regressou à Alemanha e voou em algumas pequenas competições como piloto de planadores, nas quais ganhou alguns prémios. Pouco tempo depois ele regressou à ZVS para receber instrução em instrumentos de voo e em pilotagem de grandes aeronaves de transporte aéreo, registando mais 50 horas de voo. Como parte do seu treino, que começou em Outubro de 1933, Galland passou a pilotar aeronaves da Luft Hansa. Nestes voos, ele começou a pilotar o Junkers G 24 de Estugarda até Barcelona, em Espanha, via Geneva e Marselha. Em Dezembro de 1933, Galland foi chamado ao quartel-general da ZVS e foi-lhe oferecida a oportunidade de se juntar à recém-criada Luftwaffe. Galland hesitou em decidir porque apesar de desejar a aventura de uma carreira militar como aviador, como piloto de companhias aéreas podia continuar a pilotar e ao mesmo tempo visitar locais exóticos, sendo este um factor muito importante para ele. Mesmo assim, ele aceitou o convite para se juntar à Luftwaffe.
Depois de receber instrução básica no Exército, ele foi dispensado em Dresden, em Outubro de 1934. Em Fevereiro de 1935 Galland fazia então parte de uma força de 900 aviadores à espera de entrarem na efectividade de serviço pela nova força aérea. Em Março Galland foi ordenado a apresentar-se na Jagdgeschwader 2, tendo chegado ao quartel-general da asa no dia 1 de Abril de 1935. A performance de Galland ainda não havia sido impressionante o suficiente para aspirar a uma posição como instrutor, por isso foi avaliado e reconhecido como sendo bom o suficiente para uma posição operacional.
Em Outubro de 1935, durante um treino de manobras acrobáticas, ele destruiu um biplano Focke-Wulf Fw 44 e ficou em coma durante três dias, tendo ficado com ainda com um dos globos oculares danificado, com o crânio fracturado e com o nariz partido. Quando Galland recuperou, os médicos declararam que ele não podia voltar a pilotar. Um amigo seu, o Major Rheital, manteve secreto o relatório dos médicos, permitindo assim que Galland continuasse a pilotar. A expansão da Luftwaffe e a própria re-estruturação e crescimento da sua Geschwader fizeram com que o relatório médico de Galland, com o passar do tempo, permanecesse esquecido. Passado um ano do acidente, Galland já não mostrava qualquer sinal de que havia sofrido um acidente. Em Outubro de 1936 ele destruiu mais uma aeronave, um Arado Ar 68, e foi novamente hospitalizado; com este acidente, o seu globo ocular outrora danificado ficou ainda pior. Foi nesta altura que o anterior relatório médico foi descoberto e trouxe à luz do dia o facto de que Galland não estava sequer certificado para pilotar. O Major Rheital foi a tribunal, mas a acusação retirou a queixa. Contudo, Galland ficou de castigo. Ele admitiu ter fragmentos de vidro no seu olho, mas ainda assim tentava convencer os médicos de que continuava apto para pilotar. Galland foi ordenado a realizar exames aos globos oculares para validar as afirmações dele; antes de realizar os testes, um dos seus irmãos conseguiu uma cópia das letras que ele deveria ler. Adolf memorizou as letras todas, o que lhe permitiu passar no teste e, assim, continuar a pilotar.

### Legião Condor
Durante a Guerra Civil Espanhola, Galland foi nomeado Staffelkapitän do 3. Jagdgruppe 88, que a meio de 1937 foi enviado para Espanha para apoiar o lado nacionalista sob o comando de Franco em Ferrol. Galland realizou missões de ataque ar-terra pilotando aviões Heinkel He 51. Em Espanha, Galland demonstrou pela primeira vez o seu estilo único: pilotar em calções de banho com um cigarro na boca numa aeronave decorada com um desenho o Rato Mickey. Quando questionado sobre como havia desenvolvido tal estilo, Galland deu uma resposta simples:

Eu gosto do Rato Mickey, sempre gostei. E gosto de cigarros, mas tive que deixar de fumar depois da guerra.
Galland realizou a primeira das suas 300 missões em Espanha, juntamente com o comandante do J/88 Gotthard Handrick, no dia 24 de Julho de 1937, perto de Brunete. Durante a sua estadia em Espanha, Galland analisou a sua desempenho como piloto, escrutinou as suas próprias técnicas e desenvolveu novas tácticas de ataque ar-terra que foram mais tarde passadas para a Luftwaffe. As suas experiências em detectar, escolher e atacar alvos foram usadas por Ernst Udet, um entusiasta dos bombardeiros de mergulho e principal defensor do Junkers Ju 87, de modo a fazer com que se aumentasse a produção desta aeronave. Wolfram von Richthofen, um oponente de Udet, usou exactamente as mesmas coisas para fazer pressão no sentido oposto: desenvolvimento e produção de caças-bombardeiros Schlachtflieger. Depois de vários testes envolvendo as aeronaves Henschel Hs 123, Bf 109 e Ju 87, os Junkers foram seleccionados para serem testados para a configuração de bombardeamento de mergulho.
Durante a sua estadia em Espanha, Galland desenvolveu bombas de gasolina e petróleo e ajudou os nacionalistas com várias ideias e sugestões ao longo do conflito, o que fez com que fosse condecorado com a Cruz Espanhola em Ouro com Espadas e Diamantes depois da vitória da facção nacionalista. No dia 24 de Maio de 1938 Galland deixou Espanha e foi substituído por Werner Mölders. Antes de deixar o país realizou dez voos com o Messerschmitt Bf 109; profundamente impressionado com a performance da aeronave, ficou convencido que deveria mudar de piloto de bombardeamento para piloto de combate aéreo. O estudante e amigo de Galland Johannes Janke mais tarde disse que Galland era "um piloto muito bom e um excelente atirador, ambicioso e com vontade de dar nas vistas. Ele era maluco por caçar, fosse um pássaro fosse um homem."

### Serviço no RLM
De Maio a Agosto de 1938, Galland visitou o Protetorado Espanhol em Marrocos. No seu regresso à Alemanha, recebeu ordens para se apresentar no quartel-general do Reichsluftfahrtministerium (RLM) onde ficou incumbido de preparar documentação sobre apoio aéreo próximo. Galland favorecia a ideia de um ataque por parte da força aérea antes do avanço das forças terrestres do exército, não deixando qualquer tempo para que o inimigo recuperasse. Embora esta ideia tivesse as suas origens na Primeira Guerra Mundial, vários oficiais tinham uma visão pessimista porque não acreditavam que tamanha coordenação seria eficazmente possível. Galland também adoptou a ideia italiana de armamento pesado e criticou o armamento leve instalado nos primeiros caças alemães e apontava várias vantagens em se ter armamento pesado com várias combinações (por exemplo, metralhadoras com canhões). Estas ideias provaram ser um sucesso no Bf 109 e no Focke-Wulf Fw 190. Ele também reconhecia tanto a inovação dos tanques descartáveis que permitiam que uma aeronave voasse mais longe como a necessidade de tácticas especiais de escolta de bombardeiros; Galland não subscrevia à ideia da Luftwaffe (e da Real Força Aérea) de que os bombardeiros "conseguiriam sempre abrir caminho sozinhos". Todas as sugestões de Galland foram adoptadas e provaram ser um sucesso nas campanhas de 1939 - 1941. Durante a sua estadia no RLM ele instruiu, treinou e equipou as unidades da Luftwaffe para a invasão da Checoslováquia em 1938. Contudo, a invasão acabou por não acontecer.
Para azar de Galland, a sua excelência em avaliação valeu-lhe um lugar nas instalações de treino de Tutow, onde foi-lhe pedido que testasse aviões protótipo de reconhecimento e ataque. Isto não era o que ele queria, e ele desejava voltar a servir numa unidade de combate aéreo que estivesse equipada com aviões Bf 109. Enquanto esteve em Tutow, ele deu avaliações positivas a aviões como o Focke-Wulf Fw 189 e o Henschel Hs 129. Durante esta sua carreira de piloto de teste, Galland recebeu más noticias quando foi notificado que se tornaria Gruppenkommandeur do II. Schlacht/Lehrgeschwader 2. Esta não era uma unidade de caças, mas uma asa mista de aeronaves de ataque ar-terra.

## Carreira de combate (1939–41)

### Invasão da Polónia
Mesmo antes de começar a Segunda Guerra Mundial, Galland foi promovido a Hauptmann. Durante a Invasão da Polónia ele voou com o 4 Staffel, II./Lehrgeschwader 2. Equipado com aviões Henschel Hs 123, com a alcunha de "Stukas biplanos", o esquadrão prestava apoio ao 10.º Exército Alemão. No dia 1 de Setembro, Galland voou sozinho num Fieseler Fi 156 numa missão de reconhecimento e quase foi abatido. No dia seguinte ele realizou missões de ataque ar-terra para apoiar a 1.ª Divisão Panzer no avanço pelo Rio Warta. A Geschwader de Galland realizava missões a um ritmo intensivo em apoio à divisão e ao XVI Corpo de Exército em Cracóvia, Radom, Deblin e L'vov. O Exército Alemão chegou ao rio Vístula, perto de Varsóvia, no dia 7 de Setembro, e a Luftwaffe até então havia estado a realizar o tipo de apoio aéreo próximo que Galland havia defendido e recomendado. Galland participou com todo o seu esforço nas missões da Luftwaffe durante a Batalha de Bzura. No dia 11 de Setembro, durante uma das suas visitas à frente de batalha, Adolf Hitler chegou ao quartel-general da LG 2 para tomar uma refeição com os militares. Tal era o estado da Força Aérea Polaca e do Exército Polaco que, em 19 de Setembro de 1939, algumas unidades aéreas alemãs foram retiradas da batalha por não haver necessidade da presença delas. Galland deixou de combater neste dia, tendo realizado 87 missões. Depois de ter voado quase 360 missões em duas guerras, com uma média de duas missões por dia, no dia 13 de Setembro de 1939 Galland foi condecorado com a Cruz de Ferro de segunda classe.
Depois do final da campanha, Galland alegou estar a sofrer de reumatismo e, portanto, deixar de ser um elemento ideal para voar em aeronaves de cockpit aberto, como o Hs 123. Ele sugeriu que uma transferência para uma unidade de aeronaves monomotor com cockpit fechado melhorasse a sua condição física. A sua sugestão foi aceite pelo staff médico. Galland foi assim removido da unidade onde estava, e nunca explicou se os cockpits abertos causaram o seu mal-estar ou se foi por algum outro motivo. No dia 10 de Fevereiro de 1940 Galland foi transferido para a Jagdgeschwader 27 como vice-comandante, uma posição que lhe impedia de combater.

### Europa Ocidental

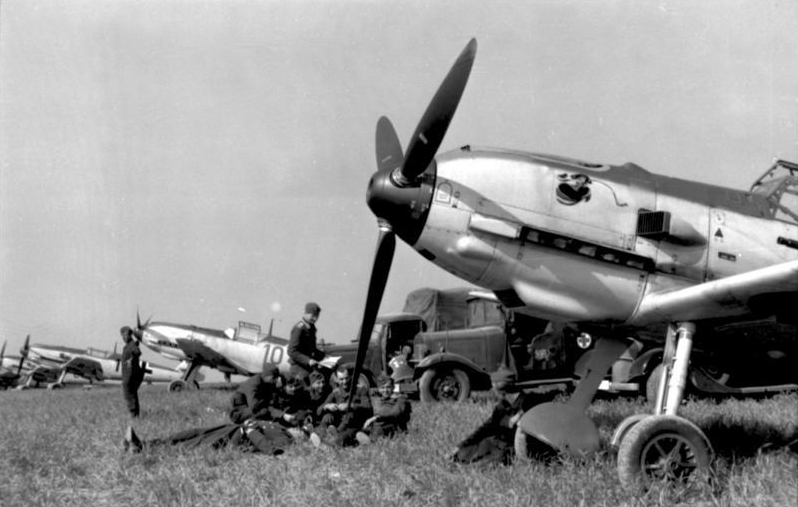
Aviões Bf 109E, em 1940. Galland pilotou o Bf 109 em combates aéreos pela primeira vez nos céus da Bélgica e da França

Depois de ser transferido para a JG 27, Galland deparou-se novamente com Mölders. Devido às suas lesões, Galland nunca conseguiria chegar ao nível de Mölders no que toca à visão; as farpas de vidro nos seus olhos negavam-lhe essa capacidade. Contudo, Mölders, que na altura era um reconhecido ás da aviação, partilhou toda a experiência que conseguiu com Galland; liderança no ar, tácticas e organização. Mölders era Geschwaderkommodore da Jagdgeschwader 53 na altura em que os dois se encontraram. Para que Galland pudesse ganhar experiência no Bf 109E, ao mesmo tempo que continuava a não poder combater, Mölders ofereceu a Galland a oportunidade de se juntar à sua unidade que, na altura, realizava voos de patrulhamento ao longo da fronteira com a França. Durante estes voos, Galland aprendeu as tácticas de Mölders, tal como usar aeronaves de avistamento para indicar a posição da formação inimiga, uma espécie de sistema de aviso prévio (com o mesmo fim que, mais tarde, seriam usados os radares). Galland aprendeu a permitir que o Staffel operasse livremente, de modo a capitalizar a iniciativa e a surpresa perante o inimigo. Levando tudo o que aprendeu de volta para a JG 27, o seu comandante Max Ibel concordou com a implementação destas tácticas na sua unidade. Galland continuou a ganhar experiência como líder de combate actuando como Gruppenkommandeur, quando Ibel não estava presente para desempenhar a função.
No dia 10 de Maio de 1940, a Wehrmacht invadiu os Países Baixos e a França sob o nome de código Fall Gelb. A JG 27 prestou apoio às forças alemãs na Batalha da Bélgica. No terceiro dia da ofensiva, no dia 12 de Maio de 1940, a 7 quilómetros de Liege, na Bélgica, e a uma altura de 4000 metros num Messerschmitt Bf 109, Galland juntamente com Gustav Rödel como seu asa, conseguiu as suas primeiras vitórias aéreas, abatendo dois Hawker Hurricane da Real Força Aérea. Ambas as aeronaves pertenciam ao Esquadrão N.º 87. Os Hurricane estavam a escoltar bombardeiros Bristol Blenheim que iam bombardear várias pontes na Holanda. Galland mais tarde relembrou; "A minha primeira vitória foi uma brincadeira de criança. Excelente armamento e sorte foi o que tive do meu lado. Para ser bem sucedido, o melhor piloto de caça precisa de ambos" - ele perseguiu um dos Hurricane e abateu-o a baixa altitude. O piloto canadiado, Jack Campbell, faleceu.
Galland abateu o terceiro Hurricane mais tarde no mesmo dia, nos céus de Tienen. Ele acreditava que os seus oponentes eram belgas, não sabendo que todos os aviões Hurricane da Bélgica já haviam sido destruídos no solo durante os primeiros dois dias, sem sequer terem entrado em combate. No dia 19 de Maio, Galland abateu um Potez francês. Durante este voo ele ficou sem combustível mesmo antes de chegar à pista e teve que aterrar nas imediações, no sopé de um monte. Com a ajuda de vários soldados de uma bateria de artilharia antiaérea, ele puxou a sua aeronave para o topo do monte e depois deixou-se voar, planando para a sua base que ficava mesmo no fundo do vale. Ele enviou combustível para o seu asa que também tinha ficado sem combustível e também se viu forçado a aterrar naquele local. No dia seguinte continuou a voar, abatendo mais três aeronaves, o que elevou o seu total de vitórias para sete. Assim, foi condecorado com a Cruz de Ferro de primeira classe pelas mãos de Erhard Milch, no dia 22 de Maio.
Com a derrota da Bélgica a JG 27 foi transferida para aeródromos mais próximos da frente de batalha para prestar apoio à invasão da França. Durante a Batalha de Dunkirk, depois de ter encontrado pela primeira aviões Supermarine Spitfire, Galland ficou impressionado com essas aeronaves e seus pilotos. No dia 29 de Maio, Galland disse ter abatido um Bristol Blenheim nos céus do Canal da Mancha. No dia 3 de Junho, durante a Operação Paula, ele abateu outra aeronave francesa, um Morane-Saulnier M.S.406, obtendo a sua 12.ª vitória.
No dia 6 de Junho de 1940, Galland assumiu o comando do III./Jagdgeschwader 26, ficando com a posição de Gruppenkommandeur. Sob o seu comando estavam os 7, 8 e 9 Staffeln que todos juntos detinham 39 aviões Bf 109E. Os seus Staffelkapitäns incluíam Joachim Müncheberg, Gerhard Schöpfel e Wilhelm Balthasar. Balthasar, Staffelkapitän do 7 Staffel, já tinha atacado erroneamente Galland durante a Fall Rot. Estando na mesma frequência rádio, Galland foi capaz de avisar Balthasar antes que este disparasse. O resto da campanha foi passada sem qualquer incidente e, no dia 26 de Junho, o Major Gotthard Hendrick assumiu o comando da JG 26. Galland ficou feliz, pois já havia servido o Major durante os tempos em que esteve na Legião Condor.

### Batalha da Grã-Bretanha
A partir de Junho de 1940, Galland voou como Gruppenkommandeur do III./JG 26, combatendo na Batalha de Inglaterra com um Messerschmitt Bf 109E. No dia 19 de Julho de 1940, ele foi promovido a Major e a JG 26 foi transferida para Pas de Calais, onde ficaria pelos 18 meses seguintes em Caffiers.
No dia 24 de Julho de 1940, quase 40 caças Bf 109 do III./JG 26 descolaram para realizar missões no Canal da Mancha, uma fase da batalha conhecida como KanalKampf. Ali, eles depararam-se com 12 caças Spitfire do Esquadrão N.º 54. Os Spitfire, em desvantagem numérica, forçaram os Bf 109 a persegui-los de modo a esgotar-lhes o combustível. Galland mais tarde contou como ficou impressionado pela capacidade dos Spitfire de se manobrarem em baixa velocidade e de se meterem com rapidez atrás de quem os perseguia. Apenas executando um "Split S" (S cortado) (meia volta para trás, e de seguida puxando para um mergulho longo e curvo) é que os Spitfire não conseguiam acompanhar os Bf 109 sem exceder a sua velocidade máxima recomendada e pondo a integridade da aeronave em risco; foi desta maneira que Galland conseguiu escapar e voltar para a França, voando a baixa altitude. O II./JG 52 cobriu a retirada dos seus camaradas alemães, perdendo dois Bf 109 contra os Spitfire do Esquadrão N.º 610. Durante a investida do III./JG 26, dois Spitfire foram abatidos e quatro caças Bf 109 foram perdidos. Galland ficou chocado pela agressividade dos pilotos britânicos, pois acreditava que eles eram relativamente inexperientes. Galland mais tarde disse que não haveria uma vitória rápida e fácil.

À medida que as batalhas nos céus do canal continuaram, Galland conseguiu abater caças Spitfire no dia 25 e 28 de Julho. No dia 1 de Agosto de 1940, Galland foi condecorado com a Cruz de Cavaleiro da Cruz de Ferro pelas suas 17 vitórias aéreas. Galland continuou a realizar investidas com os seus caças no sul de Inglaterra antes de acontecer o principal ataque da Luftwaffe. No dia 11 de Agosto, a unidade de Galland enfrentou o Esquadrão N.º 74. Num breve dogfight, um Spitfire foi abatido. Durante estas batalhas a RAF parecia saber sempre quando e para onde enviar as suas aeronaves. Isto fez com que Galland suspeitasse de uma organização do mais alto nível que controlasse os caças da RAF. Os céus nublados da Inglaterra eram um ambiente perigoso para confrontar um inimigo com um sistema de controlo tão eficaz. Galland decidiu assim voar mais alto, onde podia ter uma visão mais ampla e onde o Bf 109 podia agir com a melhor das performances.

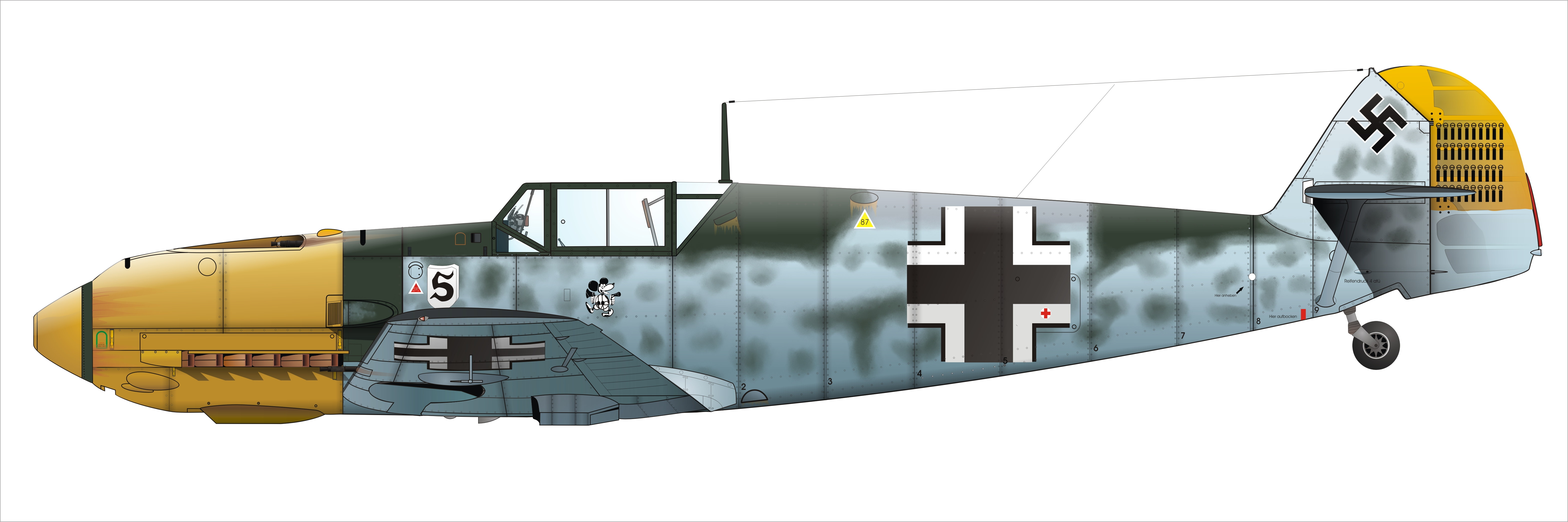
O Messerschmitt Bf 109E de Galland. Podemos identificar o seu Rato Mickey por baixo da janela do cockpit

No dia 15 de Agosto, duas semanas depois de ter iniciado as missões nos céus de Inglaterra, Galland já havia aumentado o seu total de vitórias para 22. Neste dia, abateu mais três aviões Spitfire. Isto colocou-o apenas a 3 vitórias atrás de Mölders, que era o piloto com mais aeronaves inimigas abatidas e que estava naquele momento impedido de pilotar por causa de um joelho ferido. Uma das vitórias de Galland foi contra o Esquadrão N.º 54, que lhe tinha surpreendido com agressividade umas semanas antes. A JG 26 conseguiu abater 9 aeronaves inimigas - o próprio Galland conseguiu uma, às 12:55, nos céus de Folkestone. Apenas dois Spitfire do Esquadrão N.º 54 foram abatidos a meio do dia da batalha. A alegação da vitória de Galland coincide com a perda do Spitfire pilotado pelo Sargento N. A. Lawrence que foi resgatado. Na tarde do mesmo dia, Galland abateu mais dois caças Spitfire do Esquadrão N.º 64. A JG 26 alegou ter abatido oito Spitfire da unidade que foram depois todas "confirmadas" oficialmente pelos alemães. Contudo, apenas dois caças da RAF foram atingidos e ambos ficaram destruídos. O Oficial C. J. D. Andreae foi morto no R6990 e R. Roberts conseguiu sobreviver do K9964.
No dia 18 de Agosto de 1940 Galland foi chamado a Karinhall, o que fez com que não estivesse presente na batalha aérea intensa que ocorreu naquele dia, conhecido hoje como "O Dia Mais Difícil". Durante o encontro, Göring insistiu que, em combate, os caças Bf 109 deveriam escoltar os Bf 110, pois estes não conseguiam sobreviver sozinhos contra caças monomotor. Como ases da aviação e pilotos experientes que eram, Galland e Mölders partilharam as suas preocupações que uma escolta aos Bf 110 e aos bombardeiros retiraria aos pilotos de caça a liberdade para surpreender e atacar o inimigo nos seus próprios termos. Eles também apontaram o facto de que os bombardeiros alemães voavam a uma altitude média e a baixa velocidade, que coincidia com a melhor altitude e velocidade para a manobrabilidade dos Spitfire. Galland não queria quer os seus pilotos desempenhassem uma tarefa para as quais não estavam equipados devidamente, mas Göring não mudou a sua opinião e manteve a ordem.
Galland regressou à acção no dia 22 de Agosto para substituir Gotthard Handrick como Geschwaderkommodore da JG 26. A nomeação de Galland para esta posição não teve qualquer impacto no seu sucesso. Entre 25 de Agosto e 14 de Setembro de 1940, Galland aumentou as suas vitórias de 23 para 32. Este aumento incluiu a destruição de três aviões (dois Spitfire e um Hurricane) no dia 31 de Agosto. A sua 25.ª vítima poderá ter pertencido ao Esquadrão N.º 19 e ocorreu a 20 quilómetros a sul de Cambridge às 09:42. Klaus Mietusch também reclamou uma vitória para si, aumentando a sua marca pessoal para 7 vitórias. Três caças Spitfire do Esquadrão N.º 19 foram abatidos durante a manha, perto de North Weald. O oficial piloto R. A. C. Aeberhardt foi morto numa aterragem mal-sucedida no Spitfire R6912 enquanto o oficial de voo T. J. B. Coward ficou ferido num dos pés e F. N. Brinsden ficou sem qualquer ferimento, tendo conseguido escapar do R6958. No dia 6 de Setembro, Galland conseguiu a sua 30.ª vitória ao abater um Hurricane do Esquadrão N.º 610. A JG 26 abateu mais dois aviões naquele manha. O Esquadrão N.º 610 havia pedido quatro aviões Hurricane; o oficial de voo W. H. Rhodes-Moorehouse e C. R. Davis faleceram enquanto o oficial de voo J. Toplnicki e o piloto H. T. Gilbert ficaram feridos.
Durante a batalha, os pilotos de caça eram criticados por Göring por causa das crescentes perdas de bombardeiros. Numa reunião na linha da frente sobre as tácticas da Luftwaffe, Göring perguntou o que era preciso para que os pilotos de caça da Luftwaffe ganhassem a batalha. Werner Mölders respondeu-lhe que era preciso equipar os Bf 109 com motores mais potentes. Galland respondeu: "eu gostaria de ter um esquadrão equipado com aviões Spitfire.", uma frase que deixou Göring sem palavras e enraivecido. Galland continuava a preferir o Bf 109 para missões ofensivas, mas reconhecia que o Spitfire era um caça muito melhor a nível defensivo, em grande parte graças à sua manobrabilidade. Galland disse:
O Bf 109 era superior a nível de ataque mas não era a aeronave mais indicada para tarefas defensivas, coisa que o Spitfire era muito melhor, apesar de ser mais lento, compensava em manobrabilidade.
Durante a Batalha da Grã-Bretanha, a questão de se abater inimigos enquanto eles estivessem em paraquedas foi levantada. Numa outra conversa com Göring, Galland disse:

Göring queria saber se nós alguma vez tínhamos pensado nisto. "Jawohl, Herr Reichsmarschall!" Ele olhou para mim, directamente nos meus olhos, e disse, "O que pensarias de uma ordem para abater pilotos inimigos em paraquedas?" ao que eu respondi "Eu consideraria isso homicídio, Herr Reichsmarschall, eu faria todos os possíveis para desobedecer a tal ordem". Göring então respondeu "Essa é exactamente a resposta que esperava de ti Galland."
 Galland disse mais tarde que pensou que Göring tinha feito esta questão para ter uma resposta a dar se um dia mais tarde alguém lhe fizesse essa proposta, deixando claro que isto implicava que Göring não era a favor de tal acção.
Galland passou por outro teste no dia 15 de Setembro, um dia que ficou conhecido como o Dia da Batalha de Inglaterra. Neste conflito de grande envergadura, Galland conseguiu a sua 33.ª vitória aérea ao abater um Hurricane, enquanto liderava a JG 26. No dia 23 de Setembro, Galland tornou-se no terceiro membro da Wehrmacht a ser condecorado com a Cruz de Cavaleiro da Cruz de Ferro com Folhas de Carvalho, em reconhecimento pelas suas 39.ª e 40.ª vitórias. No dia 25 de Setembro ele foi chamado para se apresentar em Berlim para receber a condecoração das mãos de Adolf Hitler. A Batalha da Grã-Bretanha continuou com grandes combates aéreos muito depois de 31 de Outubro, uma data considerada por muitos historiadores como o último dia desta campanha. Galland conseguiu mais oito vitórias aéreas - seis caças Spitfire e dois Hurricane - foram abatidos em Outubro de 1940, incluindo três no dia 30 de Outubro, o que elevou o teu total de vitórias para 50; as suas duas últimas vítimas foram abatidas às 16:00 CET e eram muito provavelmente do Esquadrão N.º 41. O Oficial G. G. F. Draper ficou ferido e o Sargento L. A. Garvey faleceu. Em Novembro, mais seis vitórias (incluindo quatro aviões Hurricane) foram adicionadas ao total, colocando Galland ao nível de Helmut Wick, que havia sido abatido e consequentemente morto no dia 28 de Novembro. No dia 5 de Dezembro de 1940, Galland conseguiu a sua 57.ª vitória. Isto fez dele o piloto de combate mais bem sucedido da guerra até então, ficando à frente do seu colega, amigo e rival Werner Mölders.

### Canal da Mancha

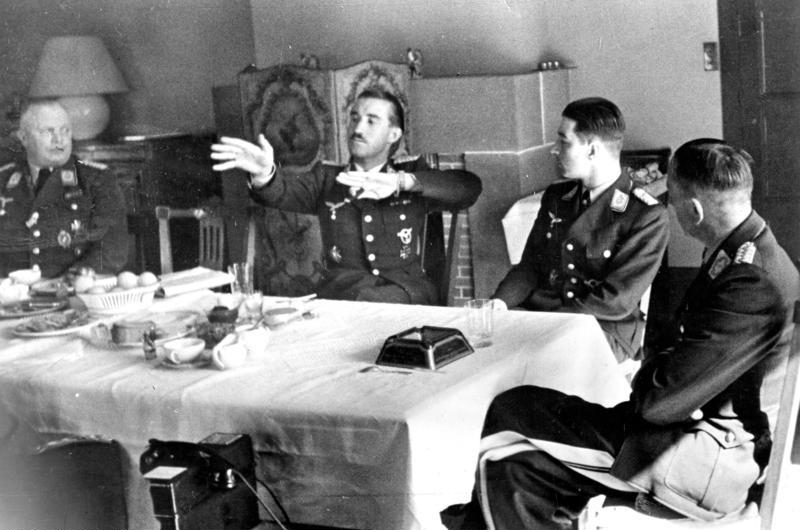
Galland e Werner Mölders na festa de aniversário de Theo Osterkamp, em Abril de 1941.

Mesmo sendo promovido a Oberstleutnant, Galland continuou a liderar a JG 26 em 1941 contra as investidas da RAF no norte da Europa. No início de 1941, a maior parte das unidades da Luftwaffe foram enviadas para a Frente Oriental e para o teatro de operações do Mediterrâneo, deixando apenas a JG 26 e a Jagdgeschwader 2 como as únicas unidades de combate aéreo monomotor em França. Nesta altura, a JG 26 estava a ser re-equipada com os novos Bf 109F, normalmente equipados com um canhão de 15mm (mais tarde 20 mm) que disparava pelo meio das hélices e duas metralhadoras MG 17 de 7.9 mm. Galland sentia que esta nova versão não estava tão armada quanto deveria, o que fez com que testasse uma série de versões especiais do Bf 109 - uma armada com um canhão MG 151/20 e duas metralhadoras MG 131 de 13mm, e outra com canhões MG FF de 20 mm montados nas asas.
No dia 15 de Abril de 1941, Galland descolou com champanhe e lagostas para celebrar o aniversário de Theo Osterkamp em Le Touquet, na França. Durante esta viagem ele fez um desvio até Inglaterra, procurando por aviões da RAF. Perto dos penhascos de Dover, ele deparou-se com um grupo de caças Spitfire. Galland atacou-os e conseguiu abater três (dois confirmados e um não confirmado). Contudo, o resultado real foi apenas um Spitfire destruído; os outros ficaram danificados em aterragens forçadas dado que os seus pilotos ficaram feridos. Durante o combate, a aeronave de Galland perdeu parte do trem de aterragem, o que fez com que um dos pilotos da RAF (o Tenente de voo Paddy Finucane) alegasse ter abatido a aeronave de Galland, contudo Galland conseguiu aterrar em segurança em Le Touquet e ofereceu os seus presentes a Osterkamp. O sucesso de Galland neste dia representou a sua 60.ª e 61.ª vitórias.
No dia 10 de Maio de 1941 Galland recebeu um telefonema de Göring a pedir que interceptasse um Messerschmitt Bf 110, pilotado por Rudolf Hess, que se dirigia para a Escócia. Galland foi incapaz de lançar uma patrulha para interceptar a aeronave. Contudo, Hess estava a voar muito a norte da posição de Galland, e eventualmente conseguiu chegar à Escócia.
O sucesso de Galland continuou durante o verão. A 13 de Junho, ele liderou um pequeno número de caças Bf 109 numa patrulhada da costa inglesa e atacou um par de aviões Hurricane do Esquadrão N.º 258. Mais tarde foi confirmado que um deles ficou destruído quando tentou aterrar na Base aérea de Hawkinge. Isto elevou o seu total de vitórias para 63. A partir desta altura, a RAF iria lançar o seu Comando de Caças numa investida sem descanso contra o norte de França. Os alemães não conseguiam perceber qual era o lógica desta ofensiva e rotularam-na como "uma ofensiva absurda". Galland tencionava aproveitar esta investida para interceptar os britânicos e infligir o máximo de dano possível com o menor número de perdas. Para fazer isto, ele apenas interceptava com a JG 26 com a força de um staffel ou de um gruppe. O objectivo consistia em fazer com que os caças descolassem com rapidez, subissem tanto quando possível e fizessem uso do sol e das nuvens para atacar as formações inimigas a partir de posições vulneráveis. Graças a estas tácticas muitos pilotos da JG 26 começaram a imergir como ases da aviação e comandantes bem-sucedidos. No dia 16 de Junho de 1941, por exemplo, a JG 26 contabilizou 15 aeronaves inimigas destruídas. Josef Priller era um dos pilotos da JG 26, e conseguiu elevar o seu total de vitórias para 22. Priller mais tarde conseguiria tornar-se comandante da JG 26. Galland conseguiu abater um Hurricane neste dia, passando a ter na sua ficha 64 vitórias - embora esta vitória não seja confirmada pelos registos britânicos. No dia 17 de Junho ele abateu mais dois aviões Hurricane, um do Esquadrão N.º 56 e outro do Esquadrão N.º 242. No dia seguinte ele abateu um Spitfire do Esquadrão N.º 145, o que lhe elevou o total de vitórias para 67 - na altura o número de vitórias mais alto contra os aliados na Frente Ocidental.
Na manha de 21 de Junho, ele abateu dois bombardeiros Bristol Blenheim mas acabou por ele mesmo ser abatido pelos Spitfire que escoltavam os bombardeiros, forçando-o a fazer uma aterragem de emergência perto de Calais. Às 16:00 desse mesmo dia, Galland já estava novamente a voar e abateu um Spitfire do Esquadrão N.º 611, contudo ao observar a sua vítima durante demasiado tempo levou a que se posicionasse numa posição vulnerável e foi novamente abatido, desta vez por um Spitfire pilotado pelo Sargento R. J. C. Grant. Galland conseguiu novamente escapar; puxou o que pensava ser a cavilha que abriria o paraquedas mas na realidade estava a puxar outro mecanismo. Cada vez mais perto da morte, ele conseguiu concentrar-se e desta vez puxou a cavilha que abria o paraquedas. Theo Osterkamp viajou até ao hospital onde Galland ficou a ser tratado dos seus ferimentos e informou-o que a sua 69.ª vitória lhe valeu a Cruz de Cavaleiro da Cruz de Ferro com Folhas de Carvalho e Espadas.
No dia 2 de Julho, Galland liderou a JG 26 em combate contra uma formação de bombardeiros Blenheim do Esquadrão N.º 226. O caça de Galland foi atingido por uma munição de 20 mm disparada por um dos caças que escoltava os bombardeiros. A protecção instalada no Bf 109 apenas dias antes salvou a vida de Galland. Ferido na cabeça ele conseguiu aterrar em segurança e foi hospitalizado pela segunda vez em poucos dias. No início daquela semana, quando a protecção foi instalada, ele repreendeu severamente o seu mecânico Gerhard Meyer, que havia instalado a protecção, quando Galland bateu com a cabeça no cockpit ao entrar na aeronave. Esse mesmo mecânico recebeu uma "palmada de agradecimento nas costas". Galland havia sido atingido e abatido duas vezes no espaço de quatro dias. O Blenheim que ele abateu elevou o seu total de vitórias para 70.
No dia 9 de Agosto de 1941, o ás da aviação Douglas Bader escapou com vida da sua aeronave nos céus de St. Omer, na França. Bader era um piloto que a Luftwaffe conhecia e na altura da sua captura ele era um ás com 22 vitórias. Galland também abateu dois Spitfire naquele dia. Galland e a JG 26 conviveram com Bader durante os dias seguintes. Graças ao estatuto do prisioneiro, Galland permitiu que Bader, sob escolta, que se sentasse no cockpit de um Bf 109. Aparentemente, apesar de ter perdido uma das suas pernas, Bader, num tom meio sarcástico meio sério, perguntou se não havia problema se ele realizasse um pequeno voo de teste à volta do aeródromo. Galland respondeu que temia que Bader tentasse fugir e isso o forçasse a enviar os seus caças para o abater, pelo que não permitiu que Bader voasse.
Ao longo do verão, Galland abateu mais 14 caças Spitfire em batalhas contra o Comando de Caças da RAF. No dia 23 de Julho de 1941, ele abateu três Spitfire (um à tarde e dois à noite). A JG 26 naquele dia abateu 13 aviões inimigos sob o comando de Galland, tendo perdido apenas três aviões. Mais dois aviões abatidos no dia 7 de Agosto elevaram o total de vitórias para 75. No dia 19 de Agosto ele abateu dois aviões Hurricane, ultrapassando assim o ás da aviação da Primeira Guerra Mundial Manfred von Richthofen, que tinha 80 vitórias. As 80.ª e 81.ª vitórias de Galland foram conseguidas contra o Esquadrão N.º 111 e o Esquadrão N.º 71. Galland também pilotou um Focke-Wulf Fw 190 no outono de 1941 quando a sua Geschwader foi equipada com este caça, embora Galland pessoalmente continuasse a pilotar o Bf 109. No dia 21 de Outubro ele continua a ser bem-sucedido, abatendo três caças Spitfire e aumentando a sua marca para 92 vitórias. A sua 96.ª vítima, outro Spitfire (provavelmente do Esquadrão N.º 611), deu-se no dia 18 de Novembro de 1941. Esta seria a sua última vitória dos próximos três anos, pois ficaria então proibido de voar em missões de combate.

## Alto-comando (1941–45)

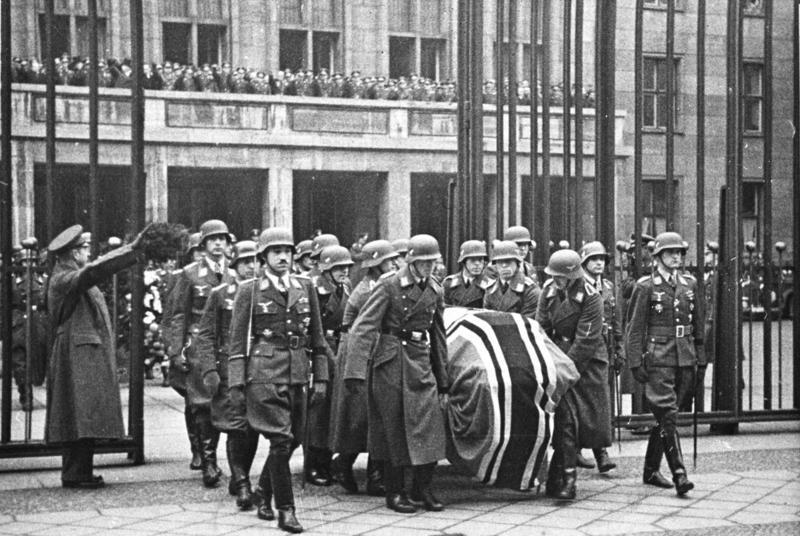
Galland (na frente da guarda de honra, à esquerda) no funeral de Ernst Udet.

Em Novembro de 1941 Galland foi escolhido por Göring para comandar todas as unidades de caças da Alemanha como General der Jagdflieger, sucedendo a Werner Mölders que tinha falecido num acidente aéreo quando viajava para comparecer no funeral de Ernst Udet. Galland não ficou feliz com esta promoção, pois acreditava que o seu lugar era como líder de combate numa unidade e não ficar subjugado a um "trabalho de secretária".
Pouco tempo depois, no dia 28 de Janeiro de 1942, Galland foi condecorado com a Cruz de Cavaleiro da Cruz de Ferro com Folhas de Carvalho, Espadas e Diamantes, pelo seu serviço como Geschwaderkommodore da JG 26. Embora não estivesse no seu habitat natural, pouco tempo depois de ter sido nomeado para esta posição, Galland planeou e executou o plano de superioridade aérea alemã (Operação Donnerkeil) para a Operação Cerberus da Kriegsmarine, a partir do seu quartel-general em Jever. Os couraçados alemães Scharnhorst e Gneisenau, e o cruzador pesado Prinz Eugen partiram de Brest, na França, navegaram pelo Canal da Mancha e foram até Kiel, na Alemanha. Esta operação apanhou os britânicos de surpresa. A RAF tentou interceptar com as forças que tinha disponíveis, mas as defesas aéreas alemãs foram capazes de abater 43 aeronaves da RAF e provocar 247 baixas do lado dos britânicos. A Luftwaffe conseguiu também impedir que os navios alemães sofressem qualquer dado pela via aérea.
Um apologista da força de caças diurnos e da defesa do espaço aéreo alemão, Galland usou a sua posição para melhorar a Jagdwaffe. A necessidade era cada vez mais marcante, dado que a Alemanha havia declarado guerra aos Estados Unidos no dia 11 de Dezembro de 1941, e Galland queria construir uma força capaz de aguentar a futura vaga de ataques aéreos provocados pelos aliados ocidentais, em preparação para a fase mais crítica da campanha de Defesa do Reich. Galland fazia-se ouvir, algo que nem sempre Göring tolerava; contudo, Galland conseguiu cultivar e ganhar o apoio de outras personalidades fortes da Luftwaffe, como Erhard Milch e Günther Korten, e também personalidades do sector industrial como Albert Speer e até mesmo Adolf Hitler. Umas vezes com mais facilidade e outras vezes com menos, Galland conseguiu sobreviver na sua posição por três anos.

### Missões de combate não-oficiais
Depois de ter sido nomeado General der Jagdflieger Galland estava estritamente confinado, não tendo permissão para voar em missões tácticas ou de combate. À medida que a guerra continuou, em violação destas regras restritivas, Galland voou em missões de combate contra as Forças Aéreas do Exército dos Estados Unidos (USAAF), quando realizavam bombardeamentos durante a defesa do reich. Galland fazia questão de se familiarizar com todos os tipos de caças alemães e, nestas missões de intercepção, pilotou o Focke-Wulf Fw 190. Em alguns ataques norte-americanos, ele chegou a interceptar activamente. Pelo menos numa destas missões, ele abateu um bombardeiro pesado norte-americano. É possível que, no mínimo, três bombardeiros pesados norte-americanos tenham sido abatidos por Galland quando pilotou o Focke-Wulf Fw 190.

### Conflito com a liderança

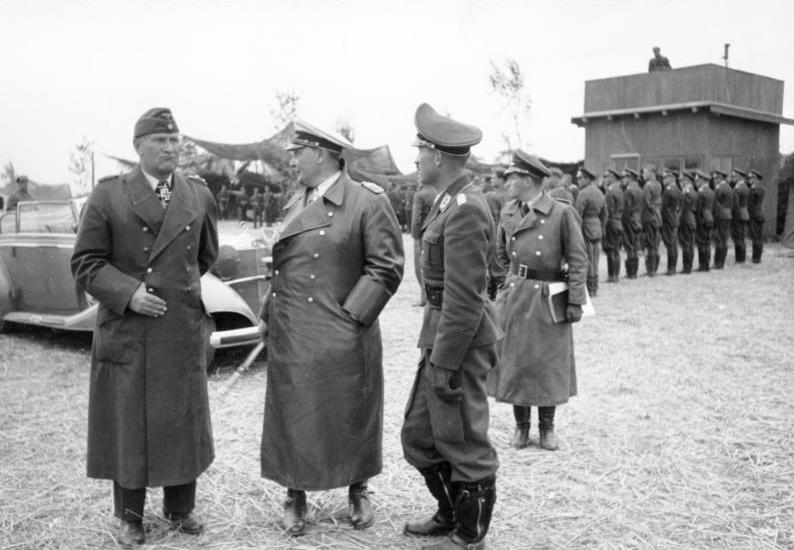
Bruno Loerzer (esquerda), Galland (direita) e Hermann Göring (centro), em Setembro de 1940.

A posição de Galland como General der Jagdflieger fez com que entrasse gradualmente em rota de colisão com Göring à medida que a guerra continuava. Entre 1942 e 1944 a força de caças da Luftwaffe sofria uma pressão cada vez maior em todas as frentes de combate do teatro europeu de operações, o que contribuiu para o azedar da relação entre Galland e Göring. As primeiras provas disso apareceram na primavera de 1943. Galland sugeriu que as unidades que caça que defendiam a Alemanha deveriam limitar o número de intercepções realizadas para permitir um espaçamento de tempo suficiente para conservar o poder aéreo. Apenas através da conservação de forças e dos preciosos recursos poderiam os pilotos de combate da Luftwaffe infligir dano considerável nos bombardeiros inimigos. Göring recusou tal ideia. Ele ordenou que todas as investidas aéreas dos aliados fossem interceptadas pelo número máximo de caças e interceptores, independentemente do tamanho da força de escola aliada. De acordo com Erhard Milch, que também esteve presente nesta reunião, "Göring simplesmente não conseguia compreender."
No verão de 1943, os caças da USAAF começaram a operar pela primeira vez no espaço aéreo da Alemanha. Várias aeronaves danificadas e abatidas foram apresentadas por Galland como prova de que a Luftwaffe enfrentaria, no futuro próximo, um inimigo que poderia escoltar bombardeiros pesados até ao coração industrial alemão. Galland apresentou as suas descobertas a Göring, que ignorou Galland por completo. O Reichsmarschall rotulou o relatório de Galland como "reclamações de um cansado derrotista", e deu ordem de que nenhum caça aliado poderia entrar no espaço aéreo da Alemanha. Göring declarou que a única razão possível para isto ter acontecido seria os caças capturados terem ficado sem combustível e terem planado até ao local onde foram encontrados. Galland e Milch negaram tais declarações. Galland questionou sobre o porquê de um piloto aliado planar em direcção à Alemanha em vez de planar em direcção aos aliados. Tanto Galland como Milch também argumentaram que era necessário aumentar a produção de modo a obter, no mínimo, uma vantagem numérica quando esta nova ameaça começasse. Os esforços de Galland em aumentar a produção dos aviões de caça para uma guerra de atrito entravam em conflito com a visão de Göring e se centrava em bombardeiros e em manter a ofensiva em todas as frentes. Esta era uma política que o Reichsmarschall insistiu em continuar até ao outono de 1943.
Em Outubro de 1943, a relação entre ambos continuou em choque. Galland encontrou-se com Göring na residência deste, Schloss Veldenstein. Durante a conversa a necessidade para novos e modernos aviões de intercepção levantou-se. As exigências feitas por Göring, de que caças armados com canhões pesados fossem usados em massa para derrotar as formações de bombardeiros aliados, não faziam qualquer sentido para Galland. Göring, influenciado pelos desejos do próprio Hitler, queria aviões com canhões que pesassem quase uma tonelada e disparassem com uma cadência de 1 munição por segundo. Galland explicou que uma arma assim não poderia ser usada com eficácia numa aeronave; o canhão poderia encravar e a aeronave seria mais difícil de manobrar. Galland também declarou que o uso inapropriado de recursos, como o Messerschmitt Me 410 (um dos aviões favoritos de Hitler) estavam a causar baixas e grandes prejuízos. Galland argumentou que tais decisões eram deploráveis e irresponsáveis. Göring ignorou os argumentos de Galland e continuou a atacar a força de caças, acusando os pilotos de caça de cobardia. Galland, como sempre o havia feito, defendeu-os, arriscando a sua carreira e, no final da guerra, a sua própria vida. Galland afirmou que não seria capaz de concordar nem pôr em prática os planos de Göring e pediu para ser dispensado do seu posto e enviado de volta para a sua unidade. Göring aceitou, mas duas semanas depois pediu desculpa a Galland e disse que o seu comportamento derivava do stress pelo qual estava a passar. Assim, Galland continuou no seu posto.
Mesmo assim, ambos continuaram a discordar numa série de assuntos, principalmente sobre a produção e destino do armamento para a defesa da Alemanha face aos bombardeamentos aliados, o que afastou cada vez mais os dois.

### Inovações
Para aliviar a situação da força de caças, Galland procurou aplicar novas tecnologias na guerra aérea. No dia 23 de Maio, Galland pilotou um protótipo do caça a jacto Messerschmitt Me 262. Depois do voo, ele descreveu a sua experiência:
"Pela primeira vez pilotei um avião com propulsão a jacto! Ausência de vibrações do motor. Nenhum torque, nenhum som de hélices em movimento. Acompanhado pelo som de um assobio, o meu jacto disparou pelo ar." Mais tarde, quando lhe foi perguntado o que sentiu, Galland disse "Era como se os anjos estivessem empurrando."
Galland tornou-se num entusiasta e defensor da aeronave, apercebendo-se do seu potencial como avião de caça e não como bombardeiro. Galland esperava que o Me 262 pudesse compensar a superioridade numérica dos aliados:
Nos últimos quatro meses (Janeiro - Abril de 1944) a nossa força de caças diurnos havia perdido cerca de 1000 pilotos... nós somos numericamente inferiores e sempre seremos... eu acredito que podemos alcançar muito com um pequeno número de aeronaves tecnicamente muito superiores como o 262 e o 163... Eu optaria por ter neste momento um Me 262 em acção do que cinco Bf 109. Eu costumava dizer três Bf 109, mas a situação está em desenvolvimento.

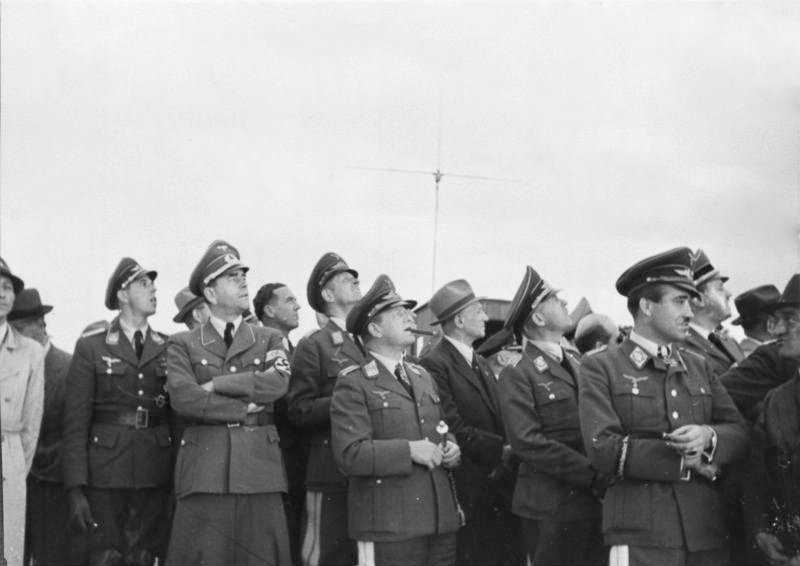
Galland (direita) com Milch (centro) e Speer (esquerda) na base de testes Erprobungsstelle Rechlin, inspeccionando novos tipos de aeronaves

Galland conseguiu persuadir temporariamente Milch a cancelar o programa do Messerschmitt Me 209 a favor da produção de 100 aviões Me 262 até ao final de 1943. Contudo, devido aos problemas no desenvolvimento dos motores a jacto e devido à determinação de Hitler em usar esta aeronave como bombardeiro, o Me 262 só foi desenvolvido como avião de caça na fase final da guerra.
Na primavera de 1944, o Me 262 estava suficientemente desenvolvido para realizar serviço operacional. Nesta altura, Galland enfrentava várias rivalidades dentro da Luftwaffe relativamente à melhor maneira de empregar a nova aeronave no esforço de guerra alemão. Dietrich Peltz, comandante do IX. Fliegerkorps, queria empregar o Me 262 contra o futuro desembarque aliado em França. Peltz via esta nova aeronave como um bombardeiro veloz ideal para esquivar-se das defesas aéreas aliadas com capacidade para bombardear alvos terrestres. Peltz também desejava treinar pilotos para que passassem a ser pilotos de bombardeamento pois sentia que eles podiam servir muito melhor na defesa do reich em vez de pertencer a uma Jagdwaffe enorme e com excesso de trabalho. A experiência em pilotar aeronaves multimotor em várias condições atmosféricas fazia dos pilotos de bombardeiros os elementos ideais para esta nova aeronave. Nos primeiros cinco meses de 1944, a força de bombardeiros convencionais de Peltz tinha sofrido pesadas derrotas nos céus de Inglaterra na Operação Steinbock, contudo isto não diminuiu o apetite ofensivo nem danificou a sua reputação aos olhos de Göring. Galland argumentou contra esta ideia; em vez disto, Galland acreditava que as formações de bombardeiros deviam ser desfeitas e os seus pilotos convertidos em pilotos de caça e de intercepção. Göring adoptou a ideia de Peltz para impressionar Hitler e ganhar a confiança do Führer.
Ainda assim, Galland não desistiu. Ele fez repetitivamente apelos para que o Me 262 tivesse uma oportunidade como avião de caça. Göring recusava os pedidos de Galland em ter o mesmo número de variantes de caça e bombardeiro do Me 262. Contudo, a relação próxima de Galland com Albert Speer, o ministro do armamento, fez com que conseguisse a produção de alguns caças. Mesmo assim, conseguir isto foi muito difícil, pois Hitler tinha tomado pessoalmente o controlo da produção dos jactos e verificava para onde é que cada pequena peça era enviada e empregue. Apenas em Setembro de 1944 é que Hitler rescindiu da sua directiva de que o Me 262 devia ser usado como caça-bombardeiro. Até onde podia, Galland ignorava as ordens de Hitler e formou o Eprobungskommando 262 para testar o Me 262 contra aeronaves de reconhecimento aliadas (capturadas) que voavam em grandes altitudes. Ele seleccionou o condecorado piloto alemão Werner Thierfelder como comandante deste comando. Hitler tomou conhecimento desta experiência através de Milch e ordenou, no dia 29 de Maio de 1944, que Göring terminasse imediatamente com aquilo. Galland ignorou as ordens superiores e ordenou ele mesmo que as experiências continuassem. O comando teve algum sucesso até que Thierfelder foi abatido e morto por um P-51 Mustang no dia 18 de Julho de 1944. No dia 20 de Agosto, Hitler finalmente concordou em permitir que, por cada 20 Me 262 construídos como caças-bombardeiros se construísse 1 (um) Me 262 na variante de caça e que tivesse como destino a Jagdwaffe, permitindo que Galland construísse unidades equipadas inteiramente com caças a jacto.
Dado o seu interesse pessoal na aeronave, ele seguiu de perto o desempenho do Kommando Nowotny, um comando equipado inteiramente com caças a jacto. Embora tivesse uma taxa de serviço relativamente baixa, o comando atingiu um sucesso considerável. Para ver como a aeronave respondia em acção, Galland frequentemente visitava os aeródromos da linha da frente mais próximos de onde aconteciam os combates aéreos. No dia 8 de Novembro de 1944, ele estava presente quando o ás da aviação Walter Nowotny descolou com uma força composta unicamente por caças Me 262 para interceptar um ataque da USAAF. Galland ouviu as comunicações das aeronaves via rádio. Nowotny abateu um bombardeiro mas a sua aeronave ficou danificada; momentos depois, foi atacado por caças norte-americanos e foi obrigado a realizar uma aterragem de emergência perto do aeródromo. Galland foi reportado que a aeronave tinha-se incendiado mas não viu o evento a acontecer. Nowotny faleceu neste dia, mas isto não fez com que Galland deixasse de acreditar no potencial da aeronave.
Entretanto, Galland procurava inovações para os designs já existentes. O Focke-Wulf Fw 190 foi usado para equipar várias geschwader. Chamado de Sturmbock (Aríete), este avião geralmente equipado com um bom conjunto de canhões e metralhadoras conseguia infligir sérios danos nas formações de bombardeiros. Galland apoiava a conversão das unidades como a Jagdgeschwader 300 para o Fw 190. Apesar de o armamento do Fw 190 lhe retirar alguma manobrabilidade e o deixar vulnerável sem a protecção de uma escolta dos Bf 109, esta táctica generalizou-se na Jagdwaffe e era um dos outros sucessos que a Luftwaffe tinha em 1944. Galland disse, depois da guerra, que se não tivesse ocorrido a invasão aliada no norte de França (que aumentou a necessidade de mais variantes de caças leves), que cada geschwader na Luftwaffe teria um gruppe de "aríetes" em Setembro de 1944.
O próprio Galland realizou várias missões não-oficiais de intercepção para experiênciar as pressões de combate dos pilotos, e testemunhou os bombardeiros da USAAF a serem escoltados por grandes formações de aviões P-51 Mustang. Geralmente, a táctica do "aríete" costumava funcionar. Por exemplo, no dia 7 de Julho de 1944 os bombardeiros do 429.º Grupo de Bombardeiros da Oitava Força Aérea foram interceptados sem escolta. O esquadrão de bombardeiros B-24 foi todo abatido. Já a 2.ª Divisão Aérea da USAAF perdeu 28 bombardeiros Liberator naquele dia, a maioria devido aos "aríetes".

### Demissão e revolta

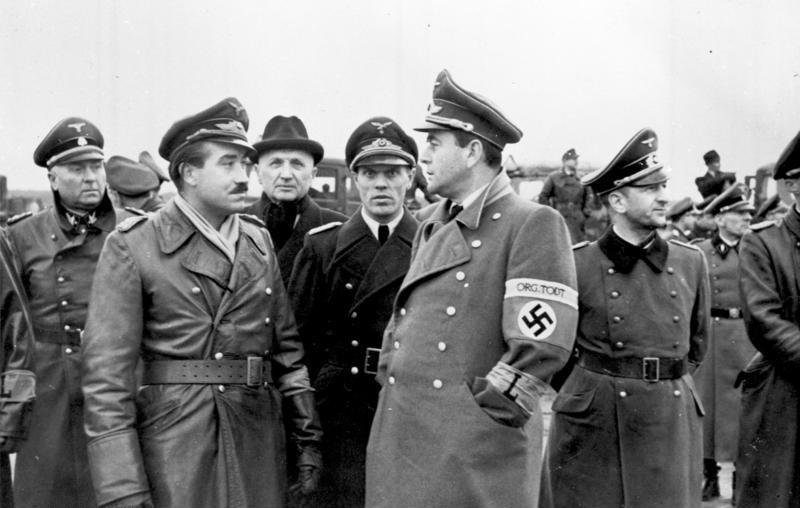
Galland e Albert Speer. Os dois homens tinham respeito um pelo outro.

Apesar das desculpas de Göring depois da última disputa, a relação entre os dois não melhorou. A influencia de Göring estava em queda no final de 1944 depois de ter deixado de cair na boa graça de Hitler. Göring tornou-se cada vez mais hostil para Galland, atirando as culpas para ele e para a Jagdwaffe pela situação aérea alemã. Em 1944 a situação ficou ainda pior. As vagas de bombardeamentos realizados pela USAAF fizeram com que ganhassem superioridade aérea logo em Fevereiro. Na primavera de 1944, a Luftwaffe não era mais capaz de adquirir superioridade aérea contra o poder aéreo aliado nos céus de França e nos Países Baixos. A Operação Overlord (a invasão do norte de França) ocorreu em Junho de 1944, e nos meses anteriores Galland reportou que mais de 1000 pilotos alemães haviam falecido. Galland reportou também que, em média, por cada caça alemão no ar havia seis caças aliados, e em determinadas missões os alemães chegaram mesmo a deparar-se com uma quantidade oito vezes superior à sua, para além de o ritmo de instrução e treino de novos pilotos enviados para a frente também era superior à alemã.
De modo a "dar tempo para que os seus pilotos e a industria pudessem respirar" Galland formou um plano que baptizou de "Grande Golpe" (em alemão: Großer Schlag). Este plano propunha uma intercepção em massa das formações de bombardeiros da USAAF através do uso de cerca de 2000 caças alemães. Galland esperava que os caças alemães conseguissem abater cerca de 400 a 500 bombardeiros, enquanto as perdas aceitáveis para a Luftwaffe rondariam os 400 caças e entre 100 a 150 pilotos. A força de caças nocturnos iria também assistir ao empregar cerca de 100 aeronaves no sul e no norte da Alemanha, de modo a prevenir que qualquer bombardeiro danificado pudesse escapar para a Suiça ou para a Suécia. Ao longo do outuno de 1944 Galland cuidadosamente reuniu os recursos necessários e esperou que as condições atmosféricas melhorasses para poder lançar o "golpe".
Contudo, Hitler tornava-se gradualmente mais impaciente. Ele esperava que a posição da Alemanha melhorasse através de uma vitória decisiva na Frente Ocidental. Hitler desconfiava da teoria de Galland e acreditava que ele tinha medo e tentava ganhar tempo. O Führer também era céptico relativamente à ideia da Luftwaffe ser capaz de parar a ofensiva aérea aliada e não permitiria que os recursos alemães ficassem encostados em aeródromos à espera que as condições atmosféricas melhorassem. Os esforços de Galland conseguiram reunir uma reserva considerável, contudo Hitler usaria essa força reunida para apoiar uma ofensiva do exército. Göring e Hitler entregaram as forças reunidas por Galland a Peltz, pessoa que haviam nomeado como comandante do II. Jagdkorps (responsável virtual por todas as unidades de caça na Frente Ocidental). Peltz nomeou Gordon Gollob como oficial responsável para a ofensiva. Gollob era um oponente de Galland e era uma das pessoas que pressionavam para a demissão de Galland. Se o "Grande Golpe" realmente traria resultados é matéria de debate académico. Os historiadores continuam divididos, com alguns a acreditar que era uma oportunidade perdida enquanto outros pensam que, embora pudesse ser um sucesso para os alemães, o impacto real seria muito menor do que aquele que Galland esperava.
A operação não chegou a acontecer. Em vez disso, a força de caça foi empregue na desastrosa Operação Bodenplatte, desenhada para apoiar as forças alemãs durante a Batalha das Ardenas. A influência de Galland em matéria da força aérea era agora virtualmente nula. Chocado com as imensas perdas nas Ardenas, ele confrontou pessoal Gollob e criticou-o severamente, levando Gollob a contactar o Reichsführer-SS Heinrich Himmler. A reputação de Himmler como o homem mais poderoso depois de Hitler naquela altura poderá ter sido um dos motivos para tal contacto. Gollob queixou-se de não estar na posição indicada dentro da Luftwaffe e da liderança de Galland. As SS já tinham aumentado a sua rede de influencia para diversas áreas militares, incluindo as operações relacionadas com a V-2. Himmler, que tinha uma pobre relação com Galland, agarrou a oportunidade para explorar os conflitos internos da Luftwaffe e minar ainda mais a posição do Reichsmarschall Göring ao apoiar Gollob. Esta foi também uma oportunidade para as SS de tomarem o controlo da Luftwaffe e para Himmler de remover Göring de uma posição de poder. Göring mesmo assim não ofereceu qualquer apoio a Galland. No dia 13 de Janeiro de 1945, Galland foi demitido da sua posição.
A 17 de Janeiro, um grupo de pilotos seniores participaram na Revolta dos Pilotos de Caças. A posição de Galland sempre em defesa dos seus camaradas pilotos levou a que um grupo leal a Galland, formado pelos pilotos comandantes mais condecorados da Luftwaffe (incluindo Johannes Steinhoff e Günther Lützow) confrontasse Göring com uma lista de exigências como condição de continuarem a combater. Göring suspeitava que havia sido Galland a instigar esta revolta. Heinrich Himmler quis enviar Galland para julgamento por traição; as SS e a Gestapo até já haviam iniciado investigações. O Oberkommando der Luftwaffe (OKL) decidiu nomear o politicamente aceitável Gollob, um nazi, para suceder a Galland como General der Jagdflieger no dia 23 de Janeiro. Embora contemporâneos profissionalmente, Gollob e Galland não gostavam um do outro, e depois de Galland ter removido o austríaco da sua equipa pessoal em Setembro de 1944, Gollob começou a reunir evidências para usar contra Galland, levantando falsas acusações de que Galland jogava jogos de azar, de que tinha casos com várias mulheres, e que até usava aeronaves da Luftwaffe para fins privados. No final, a razão oficial para o seu afastamento foi "a saúde deteriorada".
Para sua própria segurança, Galland foi para um refúgio nas montanhas Harz. Ele tinha que informar o RLM sobre o seu paradeiro contudo, para todos os efeitos, estava em prisão domiciliária. Hitler, que gostava de Galland, não teve conhecimento dos acontecimentos que levaram à sua demissão. Contudo, quando ele foi informado do que aconteceu e do resultado (prisão de Galland) o Führer ordenou que "todo aquele absurdo" deveria cessar de imediato. Hitler foi informado por Albert Speer, que por sua vez havia sido informado por um dos amigos próximos de Galland. No fim, Göring foi obrigado a contactar Galland e convidou-o para Karinhall. À luz do serviço prestado para a força de caça, ele prometeu que não seria tomada mais nenhuma acção contra ele e ofereceu-lhe o comando de uma unidade totalmente equipada com aviões a jacto Me 262. Galland aceitou a oferta com a condição de que Gollob não teria qualquer jurisdição sobre ele ou sobre a unidade.

### Auto-avaliação
Galland não pretendia criar uma imagem imaculada da sua pessoa. Depois da guerra, ele foi sincero sobre os erros que cometeu enquanto foi General der Jagdflieger. Produção e aquisição de aeronaves era áreas que não eram da sua responsabilidade, contudo Galland identificou quatro erros graves do OKL durante a guerra, e assumia uma parte da responsabilidade pelos primeiros três:
- Os pilotos de caça não receberam qualquer instrumento de treino até ao final da guerra, momento em que os cursos de treino já tinham sido encurtados devido à escassez de combustível e à necessidade de produção de pilotos mais rapidamente para colmatar as baixas. Galland também não procurou fazer com que o treino de pilotagem incluísse instrução sobre as várias condições atmosféricas, algo que era muito importante numa força de defesa aérea que desejasse ser eficaz.[139]
- A guerra de atrito em 1942 já havia começado a criar uma escassez de líderes de combate experientes, contudo não foi dado nenhum treino especial para colmatar estas perdas. Galland criou um curso no final de 1943, mas apenas durou alguns meses. Galland foi citado a dizer que pensava que os "novos líderes" podiam aprender as técnicas necessárias para ser-se um bom líder através da prática em operações, tal como tinha acontecido com ele. Esta ideia ignorava os seus outros talentos, e Galland acreditava cegamente que os outros pilotos conseguissem atingir o seu nível.[139]
- O Me 262, embora não fosse a arma decisiva para vencer a guerra, poderia ter estendido a campanha de Defesa do Reich. Os problemas com os motores, as falhas de produção prioritárias e o intrometimento de Hitler são conhecidos, mas o longo espaço de tempo entre o teste operacional, o teste táctico, o desenvolvimento doutrinal e o treino foram em grande medida culpa de Galland.[139]
- Os pilotos alemães, à medida que os anos passavam, começavam a pecar em termos de quantidade e qualidade. Galland reconhecia isto mas não conseguia corrigir este problema sem sobrepor-se às outras autoridades. Galland notou que os engenheiros e os alunos com altos graus de educação eram seleccionados para a força de bombardeiros nos primeiros anos da guerra. A maior parte das jovens mentes brilhantes eram recrutados por especialistas para a Waffen SS e para a Kriegsmarine; a Luftwaffe não conseguia competir neste campo.[139]

## Regresso ao serviço operacional

### Último combate
Galland foi inicialmente colocado a comandar um Staffel da Jagdgeschwader 54, na altura presa na Bolsa Coutland, atrás das linhas soviéticas. Galland nunca assumiu este comando e foi-lhe dada a tarefa de formar a Jagdverband 44 (JV 44). No dia 4 de Fevereiro de 1945 a ordem de formação da JV 44 dizia:

JV 44 é estabelecida em Brandenburg-Briest com efeitos imediatos. O pessoal de terra virá do 16./ JG 54, da Unidade de Protecção Fabril N.º 1 e do III./Erg JG 2. O comandante desta unidade recebe os poderes disciplinares de um Comandante de Divisão de acordo com a Ordem 3/9.17 da Luftwaffe. Está subordinado à Luftflotte Reich e fica sob o Luftgau-kommando III (Berlim). Verband Galland terá uma força inicial de dezasseis aviões a jacto Me 262 e quinze pilotos.
[Assinado]
Tenente-general Karl Koller, Chefe do Estado-Maior da Luftwaffe.
A unidade foi oficialmente formada no dia 22 de Fevereiro de 1945. Galland fez tudo o que pôde para introduzir mais aviões Me 262 na sua nova unidade. Göring mostrou alguma simpatia pelos esforços de Galland, que nesta altura tinha apenas 16 jactos. Foi pedido ao General Josef Kammhuber que ajudasse Galland na sua demanda. A Kampfgeschwader 51 (KG 51), 6 e 27 estavam atrasadas no treino das suas tripulações na conversão para aviões a jacto, o que fez com que fossem escolhidas para entregar os Me 262 e os pilotos já treinados à Jagdgeschwader 7 e à Kampfgeschwader 54. Galland adicionou a sugestão que todos os pilotos experientes em aviões Bf 109 e Fw 190 deveriam ser transferidos para a unidade equipada com os Me 262. Se isto fosse feito Galland acreditava que conseguiria juntar cerca de 150 Me 262 em acção contra as investidas da USAAF. Contudo, o caos no qual a Luftwaffe vivia impediu que os seus planos fossem concretizados.
No dia 31 de Março de 1945, Galland voou com 12 jactos operacionais para Munique de modo a dar início às operações da unidade. No dia 5 de Abril, ele organizou a intercepção de um ataque da USAAF. Os Me 262 destruíram três bombardeiros B-17. No dia 16 de Abril Galland abateu dois bombardeiros Martin B-26 Marauder. No dia 21 de Abril, para sua surpresa, ele recebeu a visita de Göring pela última vez. Göring levou Günther Lützow com ele para ingressar na unidade e confessou a Galland que as suas afirmações sobre o Me 262 e o uso de pilotos de bombardeiros com experiência como pilotos de caças a jacto estava correcta. Ele também perguntou sobre o progresso da unidade. Quando se preparava para ir embora, Göring disse "tenho inveja de ti Galland, por ir para o combate. Gostava de ser alguns anos mais novo e menos redondo. Se assim fosse, colocar-me-ia sob o teu comando com todo o prazer. Seria maravilhoso não ter qualquer preocupação que não fosse um bom combate, tal como nos velhos tempos."
No espaço de seis dias, Steinhoff sofreu um acidente, ao qual sobreviveu com queimaduras graves no dia 18 de Abril, e no dia 24 o seu amigo Lützow desapareceu em combate. No dia 21 de Abril, Galland conseguiu a sua centésima vitória aérea, tornando-se no 103.º e último piloto da Luftwaffe a alcançar a barreira das 100 vitórias. No dia 26 de Abril Galland conseguiu as vitórias n.º 103 e 104 ao abater dois bombardeiros B-26, escoltados pelos grupos de caça N.º 27 e N.º 50. Nesta altura Galland voltou a cometer um erro, esperando para ter a certeza de que a segunda aeronave que tinha abatido realmente se despenhava, e no seguimento desta espera foi atingido por um P-47 Thunderbolt pilotado por James Finnegan. Galland conseguiu pilotar o seu Me 262 danificado em direcção ao aeródromo, mas continuou a ser perseguido e atacado por mais caças P-47. Galland conseguiu aterrar o seu Me 262 em chamas e escapou da aeronave a correr. Esta foi a sua última missão operacional. Pouco tempo depois, ele foi enviado para o hospital por causa de ferimentos no joelho sustidos na última missão. Nesta investida, os norte-americanos perderam quatro bombardeiros B-26 e outros seis ficaram danificados. Do lado alemão, dois Me 262 foram abatidos, tendo o outro piloto também sobrevivido.
Nos anos 70, um estudante da Universidade Estadual de San Jose deparou-se com o livro The First and the Last (as memórias de Galland) enquanto procurava registos sobre as USAAF para as comparar com os registos alemães. Ele descobriu que James Finnegan, o piloto do P-47 Thunderbolt que conseguiu danificar o Me 262 de Galland. Este evento, de 26 de Abril de 1945, ficou registado pela USAAF como uma vitória provável de Finnegan, dado que os detalhes coincidiam. Galland e Finnegan conheceram-se pessoalmente em 1979 num encontro numa associação da força aérea em São Francisco.

### Rendição
No final de Abril, a guerra estava efectivamente perdida. No dia 1 de Maio, Galland tentou entrar em contacto com as forças do Exército dos Estados Unidos para negociar os termos de rendição da sua unidade. Isto era algo muito perigoso de se fazer, pois as SS andavam na altura a varrer cidade atrás de cidade para executar aqueles que procuravam render-se. Os norte-americanos pediram a Galland que voasse com a sua unidade até a um aeródromo controlado, e que quando o fizessem levassem os Me 262 com eles. Galland recusou dizendo que não havia condições atmosféricas e que as aeronaves estavam com problemas técnicos. Na realidade, Galland não queria entregar os Me 262 aos norte-americanos. Galland acreditava que assim que a guerra contra a Alemanha terminasse que os aliados ocidentais entrariam em guerra contra a União Soviética, e ele queria juntar-se ao lado dos norte-americanos e usar a sua unidade na próxima guerra para libertar a Alemanha da ocupação comunista. Galland informou os norte-americanos do seu paradeiro, e disse que render-se-ia quando eles chegassem ao hospital de Tegernsee onde estava a receber tratamento. Galland então deu ordens à sua unidade, que havia se mudado para Salzburg e Innsbruck, para destruir todos os Me 262. Quando se rendeu, Galland tinha 104 vitórias aéreas confirmadas, todas contra aeronaves dos aliados ocidentais. Destas, sete haviam sido conseguidas com o Me 262.
No dia 14 de Maio de 1945, Galland foi transportado para a Inglaterra e interrogado pela RAF sobre a Luftwaffe, a organização do ramo, o seu papel no ramo e outras questões técnicas. Galland regressou à Alemanha no dia 24 de Agosto e foi feito prisioneiro em Hohenpeissenberg. No dia 7 de Outubro, Galland regressou à Inglaterra onde foi novamente interrogado. No dia 28 de Abril de 1947, saiu em liberdade.

## Pós-guerra

### Argentina
Depois de sair em liberdade, ele viajou até Schleswig-Holstein para ir ter com a baronesa Gisela von Donner, uma conhecida de Galland, e ficou a viver na residência dela com os três filhos dela. Durante este tempo, Galland trabalhou em florestas. Nelas, ele reflectiu sobre a sua carreira, a sua vida, e os alegados conhecimentos que tinha sobre os crimes de guerra da Alemanha Nazi. Galland começou a caçar para a família e trocava, no mercado, parte do que caçava por outros bens necessários. Pouco tempo depois Galland re-descobriu o amor pela aviação. Kurt Tank, o designer do Fw 190, pediu-lhe que viajasse até sua casa, em Minden, para discutir uma proposta. Tank tinha sido convidado para trabalhar para os britânicos e para os soviéticos, e quase foi raptado pelos últimos. Tank, através de um contacto na Dinamarca, informou Galland sobre a possibilidade de o governo da Argentina o contratar como piloto de teste da nova geração de caças que Tank iria conceber. Galland aceitou e viajou para a Argentina, e instalou-se com Gisela em El Palomar, Buenos Aires. Galland desfrutou da vida tranquila. Lá, para além das responsabilidades laborais, gozou o tempo livre com Gisela e com a activa vida nocturna da capital argentina. Galland também ficou admirado por estar num sítio onde não havia racionamento, a um mundo de distância da Alemanha do pós-guerra. Em pouco tempo, também voltou pilotar planadores.
Galland falava fluentemente espanhol, o que facilitava a instrução que dava a novos pilotos argentinos. Durante o tempo em que esteve na Força Aérea Argentina ele pilotou o jacto britânico Gloster Meteor. Galland comentou, ciente que era uma aeronave contemporânea do Me 262, que era um bom avião. Ele disse também que se pudesse meter os motores do Meteor no Me 262 que teria tido o melhor caça do mundo. Galland continuou a treinar, dar palestras e a fazer consultadoria para a Força Aérea Argentina até 1955. Durante os últimos anos em que esteve lá Galland regressou à Europa para fazer testes de voo em novas aeronaves; juntou-se a Eduard Neumann, antigo Geschwaderkommodore da Jagdgeschwader 27 e mentor de Hans-Joachim Marseille, e juntos voaram num Piaggio P.149 numa competição na Itália. As condições atmosféricas eram más, o que levou a que houvessem sete acidentes e dois mortos. Galland e Neumann ficaram em segundo lugar.

### Regresso à Alemanha
Galland, na recta final da sua estadia na Argentina, foi condecorado com o crachá de piloto e com o título honorário de Piloto Militar da Argentina. Nesta altura, ele havia começado a escrever a sua autobiografia, The First and the Last (em alemão: Die Ersten und die Letzten), que foi publicada em 1954 por Franz Schneekluth. Foi um êxito em 14 línguas e vendeu três milhões de cópias. Foi muito bem recebido pela RAF e pela USAF como uma obra franca e honesta. Galland regressou à Alemanha e foi contactado por um comissário do chanceler Konrad Adenauer com o propósito de Galland se juntar à nova Bundeswehr, dado que a Alemanha Ocidental tinha novamente um poder militar e era membro da NATO. Galland juntou-se a Steinhoff e analisou a proposta. Contudo, a França não concordava com a proposta da Alemanha Ocidental em criar um pacto de defesa pan-europeu e decidiu seguir pelo seu caminho. Este acontecimento mudou a estrutura da organização das forças armadas alemãs. Galland seguiu também com a sua vida à medida que os meses passavam. Em 1956 Josef Kammhuber, o líder das Nachtjagdgeschwader (asas de caças nocturnos) durante a guerra, tornara-se no novo comandante-em-chefe da Bundesluftwaffe. Galland percebia que tinha sido descartado como potencial líder da, ou na, nova força aérea. Galland suspeitou que teria sido por causa da sua partida tecnicamente ilegal da Alemanha para a Argentina em 1948 e por se ter associado à Argentina, um estado que não tinha boas relações com os Estados Unidos, o membro dominante na NATO.
No verão de 1957, Galland mudou-se para Bonn e arrendou um escritório no Koblenzerstrasse, começando a sua própria empresa de consultadoria aeronáutica. Galland trabalhava muito, mas sempre arranjava tempo para voar, participando em festivais e espectáculos aéreos na Alemanha. Em 1956 foi nomeado presidente honorário da Gemeinschaft der Jagdflieger, a Associação dos Pilotos de Caça. Através dela, entrou em contacto com contemporâneos na Inglaterra e nos Estados Unidos. Em 1961 ele juntou-se ao Gerling Group de Colónia que o contratara para ajudar a desenvolver o seu negócio de aviação. Com os negócios a correrem bem, Galland comprou a sua própria aeronave no dia 19 de Março de 1962, no seu 50.º aniversário. A aeronave era um Beechcraft Bonanza, registado D-EHEX, que baptizou de "Die Dicke".
Em 1969, serviu como conselheiro técnico para o filme Battle of Britain, no qual a personagem Major Falke era baseada em Galland. Galland não gostou do facto de o director ter decidido em não usar os nomes reais para o filme. Durante a gravação, Robert Stanford Tuck junto-se a Galland, ambos amigos. Em 1973 Galland apareceu no documentário britânico The World at War, nos episódios quatro e doze, "Alone" e "Whirlwind: Bombing Germany".
Galland esteve envolvido em vários eventos ao longo dos anos 60 e 70. Em 1974 fez parte da equipa de generais alemães que participou no jogo de guerra Operação Leão Marinho em Sandhurst, no Reino Unido, onde se replicou a invasão planeada da Alemanha ao Reino Unido em 1940. Em 1975, foi convidado do Museu da RAF em Hendon, durante a inauguração do Salão da Batalha de Inglaterra, onde teve oportunidade de conversar com o Príncipe Carlos. Em 1980 a visão de Galland começou a piorar ao ponto de ele não conseguir mais pilotar, vendo-se forçado a deixar de o fazer. Contudo, ele continuou a comparecer em inúmeros eventos aeronáuticos, sendo ao longo dos anos convidado do "Gathering of Eagles" da USAF, um programa na Base aérea de Maxwell, no Alabama, Estados Unidos. No dia 16 de Outubro, ele voltou a encontrar duas espingardas Merkel, roubadas pelos soldados norte-americanos depois da sua captura em 1945. Galland já as havia localizado antes e tentou-as comprar, contudo o dono não as quis vender, pois valeriam muito mais dinheiro depois da sua morte. No final dos anos 80, a saúde de Galland começou a piorar.

### Vida pessoal
A baronesa Gisela von Donner recusou-se a casar com Galland pois as restrições que lhe foram impostas pelo testamento do marido ditavam que ela perderia toda a fortuna se se voltasse a casar. Ela deixou a Alemanha em 1954. Galland casou-se com Sylvinia von Dönhoff no dia 12 de Fevereiro de 1954. Contudo, ela não conseguia ter filhos e o casal divorciou-se no dia 10 de Setembro de 1963. Neste mesmo dia Galland casou-se com a sua secretária, Hannelies Ladwein. Eles tiveram dois filhos: um rapaz, Andreas Hubertus (nascido a 7 de Novembro de 1966) e uma rapariga, Alexandra-Isabelle (nascida a 29 de Julho de 1969). O ás da aviação da RAF Robert Stanford Tuck foi o padrinho do rapaz. Galland continuou amigo de Tuck até à morte deste no dia 5 de Maio de 1987. Galland sentiu profundamente a falta do amigo. O casamento de Galland com Hannelies não durou muito, e no dia 10 de Fevereiro de 1984 ele casou-se pela terceira vez, com Heidi Horn, que ficou com ele até à morte.
Nos anos 80 Galland comparecia regularmente em funerais de amigos, como Tuck e Douglas Bader, que morreu no dia 5 de Setembro de 1982. Em Junho de 1983 esteve no funeral de Gerhard Barkhorn e da sua mulher Christl, que faleceram devido a um acidente de automóvel.

### Morte

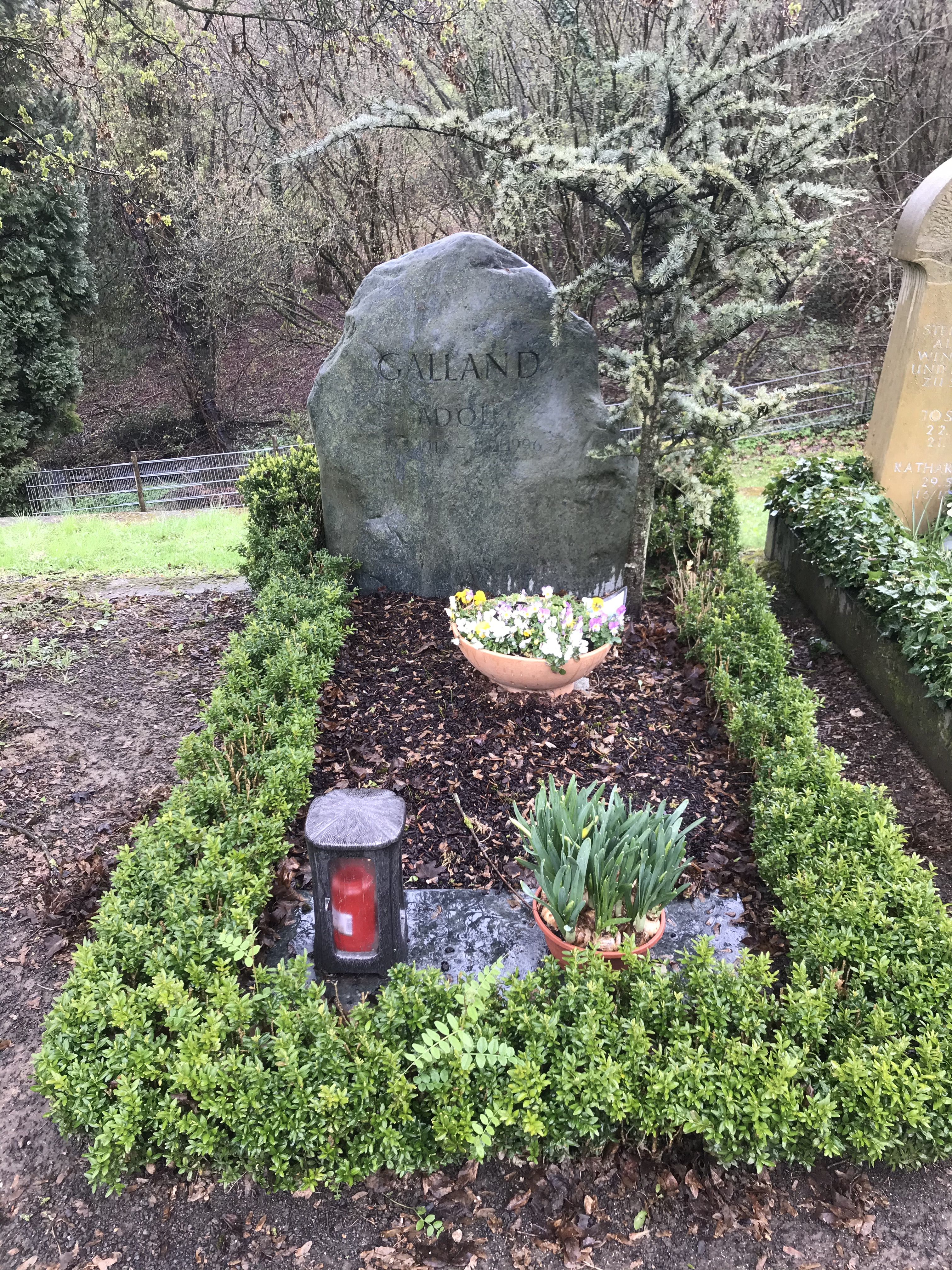

No início de Fevereiro de 1996, Galland ficou muito doente e foi levado para o hospital. Ele queria morrer em casa, então foi transportado do hospital de volta para sua casa. Com a sua mulher Heidi e os seus dois filhos presentes, ele recebeu os últimos rituais religiosos antes da morte. Adolf Galland morreu às 01:15 de terça-feira, dia 9 de Fevereiro de 1996. O seu corpo foi enterrado na Igreja de São Lourenço em Oberwinter, no dia 21 de Fevereiro. Um serviço memorial foi organizado em sua honra no dia 31 de Março.

## Condecorações
- Medalha da Campanha de 1936-1939 (Medalla de la Campaña 1936−1939 ou Medalla de la Campaña, Espanha)[169]
- Medalha Militar (Espanha) com Diamantes[169]
- Cruz Espanhola em Ouro com Espadas e Diamantes[23]
- Distintivo de Voo do Fronte da Luftwaffe em Ouro com um galhardete a dizer "400"[169]
- Distintivo de Ferido da Luftwaffe de cor preta[169]
- Distintivo de Piloto/Observador em Ouro com Diamantes (Agosto de 1940)[169]
- Cruz de Ferro (1939)
  - 2ª classe (13 de Setembro de 1939)[42]
  - 1ª classe (22 de Maio de 1940)[42]
- Cruz de Cavaleiro da Cruz de Ferro com Folhas de Carvalho, Espadas e Diamantes:
  - Cruz de Cavaleiro (29 de Julho de 1940) como Major e Gruppenkommandeur do III./JG 26 "Schlageter"[170][171]
  - 3ª Folhas de Carvalho (24 de Setembro de 1940) como Major e Geschwaderkommodore da JG 26 "Schlageter"[170] [172]
  - 1ª Espadas (21 de Junho 1941) como Oberstleutnant e Geschwaderkommodore da JG 26 "Schlageter"[170] [173]
  - 2º Diamantes (28 de Janeiro de 1942) como Oberst e Geschwaderkommodore da JG 26 "Schlageter"[170] [174]